# Altopiano dei Sette Comuni
L'Altopiano dei Sette Comuni, o Altopiano di Asiago (Altipian de Aziago o Altipian de i Sete Comuni in veneto, Hoaga Ebene vun Siiben Kameûn o Hòoge Vüüronge dar Siban Komàüne in cimbro), è un vasto altopiano (più precisamente un acrocoro da corrugamento) che si trova sulle Prealpi Vicentine, a cavallo tra la parte settentrionale della provincia di Vicenza e la parte sudorientale della provincia autonoma di Trento.
Secondo la Suddivisione Orografica Internazionale delle Alpi è un sottogruppo del Gruppo degli Altipiani. Gran parte del territorio anticamente era suddiviso in sette circoscrizioni organizzate in una federazione autonoma, paragonabile a un moderno Stato federale, denominata Federazione dei Sette Comuni.
L'altopiano fu abitato dalla minoranza etnica dei cimbri, che un tempo si distinguevano, tra l'altro, perché parlavano un particolare idioma di origine germanica, la lingua cimbra. Tale parlata, che è il più antico dialetto tedesco ancora esistente, è oggi utilizzata solo da pochi abitanti; consistenti tracce del cimbro sussistono tuttavia nel linguaggio colloquiale e nella toponomastica di tutta la zona.

## Geografia
Compreso tra i fiumi Astico e Brenta, il massiccio ha un'estensione, relativamente all'ambito amministrativo dei Sette Comuni, di 473,5 km², ma l'estensione geografica del gruppo montuoso nel suo insieme raggiunge gli 878,3 km², dato che parte del suo territorio ricade in altri ambiti amministrativi (come la val di Sella, la piana di Vezzena, parte della Marcesina in Trentino e le colline subalpine nella pedemontana vicentina). La sua altitudine è compresa fra 87 m e 2341 m. L'estensione dell'altopiano in senso stretto è invece pari a 560,1 km² con un'altitudine media di 1317 m.

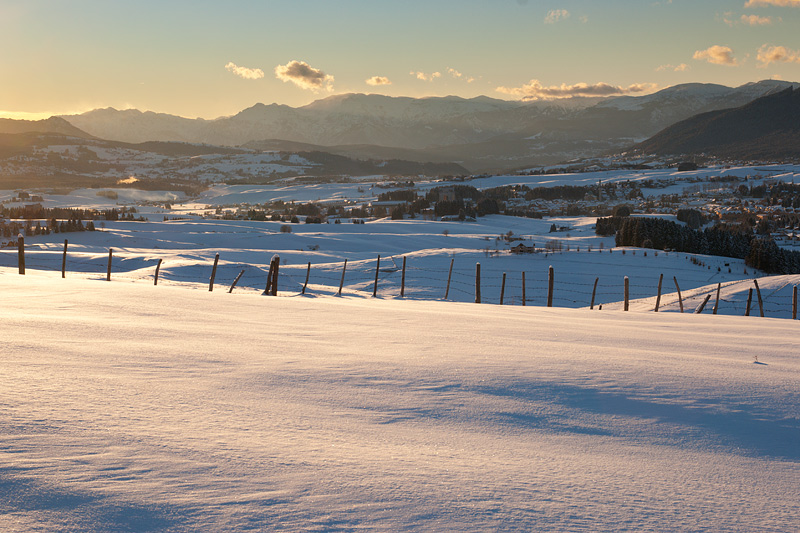
Panorama della parte centrale dell'altopiano dei Sette Comuni

Si tratta di un massiccio dalla forma pressoché quadrangolare esteso per circa 25 km in senso est-ovest e oltre 30 km in senso nord-sud ed è delimitato da un sistema di grandi scarpate. Esso occupa una posizione centrale nella fascia delle Prealpi Venete. L'altopiano, in senso stretto, è formato da una conca centrale con altitudine media che si aggira intorno ai 1 000 metri, ed è delimitata verso Nord da un secondo altopiano sommitale racchiuso da una serie di cime che si elevano oltre i 2 300 metri di altezza (massima elevazione in Cima XII), mentre verso Sud la conca è racchiusa da una serie di colli che digradano verso la pianura Padana.

### Geologia
Il gruppo montuoso è costituito da una successione di rocce sedimentarie che si sono depositate in ambiente marino tra 223 e 35 milioni di anni fa. Tutto l'acrocoro poggia su un basamento costituito da Dolomia, mentre gli strati superiori sono formati da calcari grigi (ricchi in fossili) ai quali spesso si aggiungono il biancone, il rosso ammonitico o la scaglia rossa in zone diverse. Nella geomorfologia dell'intera zona un ruolo importante si deve attribuire alla dissoluzione carsica, che rende la presenza di acqua in superficie assai rara mentre non sono poche le cavità sotterranee (2 562 esplorate al 2009), alcune profonde oltre mille metri (come l'abisso di Malga Fossetta, −1011 m).
La zona è ricca in fossili, in località Kaberlaba è stato scoperto il primo scheletro trovato in Italia di un plesiosauro. In diverse zone dell'altopiano il Rosso Ammonitico presenta un aspetto stratificato: queste formazioni tabulari (come quelle presenti sulle Melette) sono dovute all'azione disgregante del freddo sulle rocce (gelivazione) che avvengono in ambiente freddo (subnivale). La gelivazione, che frantuma esternamente la roccia più tenera, mette in risalto la differente composizione del calcare stesso (stratificazione).

### Classificazione e suddivisione della SOIUSA
La SOIUSA, Suddivisione Orografica Internazionale Unificata del Sistema Alpino, vede l'altopiano come un gruppo alpino e vi attribuisce la seguente classificazione:
- Grande parte = Alpi Orientali
- Grande settore = Alpi Sud-orientali
- Sezione = Prealpi Venete
- Sottosezione = Prealpi vicentine
- Supergruppo = Gruppo degli Altipiani
- Gruppo = Altopiano dei Sette Comuni
- Codice = II/C-32.I-A.3.

Inoltre lo suddivide in sei sottogruppi:
- Dorsale Cima Portule-Vezzena (a) (dal passo Vezzena al portello di Galmarara e al lato nord-ovest del Corno di Campo Verde);
- Dorsale Cima Dodici-Ortigara (b) (dal portello di Val Galmarara alla Valsugana);
- Dorsale Campo Verde-Zingarella (c) (dal lato nord-ovest del Corno di Campo Verde alla sella di Prà Campofilone e al torrente Ghelpach);
- Dorsale Fiara-Fior (d) (dalla sella di Prà Campofilone al passo della Forcellona, alla sella di Gallio e al fiume Brenta);
- Dorsale Forcellona-Lisser (e) (dal passo della Forcellona al fiume Brenta);
- Dorsale Fonti-Bertiaga (f) (dalla sella di Gallio alla pianura veneta).

### Amministrazione del territorio
Gran parte dell'altopiano (473,5 km²) è suddivisa in sette circoscrizioni (comuni) che fino all'avvento di Napoleone, nel 1807, erano organizzate in una federazione denominata Spettabile Reggenza dei Sette Comuni nata tra il XIII ed il XIV secolo che costituiva uno Stato autonomo legato, più tardi, alle vicissitudini della Serenissima. I sette comuni appartengono tutti alla provincia di Vicenza (di cui costituiscono un quinto del territorio), solo una piccola parte del territorio ricade entro i confini della provincia di Trento.

I sette comuni sono:
| Comune        | Nome cimbro   | Abitanti | Altitudine (m s.l.m.) | Note                           |
| Asiago        | Slege         | 6 215    | 1 001                 | pronuncia nome cimbro: Sléghe  |
| Lusiana Conco | Lusaan Kunken | 4 549    | 830                   |                                |
| Enego         | Genebe        | 1 514    | 800                   | pronuncia nome cimbro: Ghenébe |
| Roana         | Robaan        | 4 124    | 994                   |                                |
| Rotzo         | Rotz          | 633      | 938                   |                                |
| Gallio        | Gèl           | 2 350    | 1 093                 | pronuncia nome cimbro: Ghèl    |
| Foza          | Vüsche        | 664      | 1 083                 | pronuncia nome cimbro: Fiisce  |

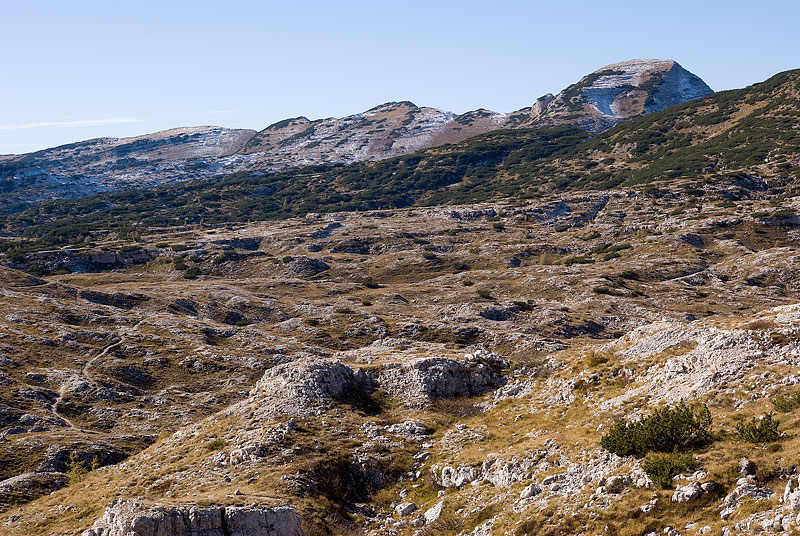
La zona nord dell'altopiano con Cima XII (sulla destra)

Circa il 90% del territorio dell'altopiano dei Sette Comuni non è proprietà privata e nemmeno proprietà pubblica demaniale, ma è di proprietà collettiva, ossia degli antichi abitanti, e soggetto a regolamento degli usi civici (vi è compresa tutta la parte settentrionale dell'altopiano stesso). Gli aventi diritto di uso civico sono iscritti in anagrafe specifica che li raggruppa per nuclei familiari, ed il capofamiglia, o chi ne fa le veci, rappresenta, di fronte all'amministrazione comunale, il diritto di uso civico di ogni singolo membro. Solamente circa il 10% del territorio è di proprietà privata.
L'usanza di gestire il territorio attraverso la collettività trae origine dal diritto germanico e nasce con la fondazione della Federazione dei Sette Comuni; tale uso del territorio prendeva un tempo il nome di Beni della Reggenza, beni che erano amministrati dalla Reggenza stessa. Dopo la soppressione della Reggenza (nel 1807) i beni furono avocati allo Stato. Quando l'altopiano in seguito venne a trovarsi sotto il dominio austriaco (1815), detti beni, sotto la nuova denominazione di Beni del Consorzio dei Sette Comuni, furono restituiti agli antichi proprietari, ma erano amministrati da un funzionario del Regno Lombardo-Veneto. Nel 1861, quando l'Austria concesse l'autonomia agli Enti morali, i beni tornarono nuovamente sotto amministrazione locale.
Solamente nel 1926 i Comuni si accordarono per una spartizione del patrimonio precedentemente amministrato in comune (anche se Lusiana ed Asiago si opposero alla spartizione). La suddivisione di tale patrimonio ha portato a far sì che tutta la parte settentrionale dell'altopiano ricade nel censuario del Comune di Asiago, ma la sua amministrazione in realtà è di competenza, su zone diverse, di tutti i sette antichi Comuni.
Tutto il territorio di proprietà collettiva rimane, comunque, inalienabile, indivisibile e vincolato in perpetuo alla sua antica destinazione ed appartiene in piena proprietà, ai sensi e per gli effetti dell'art. 8 della legge 16/06/1927, n. 1766, alla collettività.
Ecclesiasticamente, tutto l'altopiano fa parte della diocesi di Padova: agli inizi del X secolo infatti, l'altopiano dei Sette Comuni, insieme con Thiene, Breganze e Marostica fu donato dall'imperatore Berengario al vescovo Sibicone di Padova. A quel momento risale l'appartenenza dell'altopiano e di Thiene alla diocesi padovana.

### Ambiente

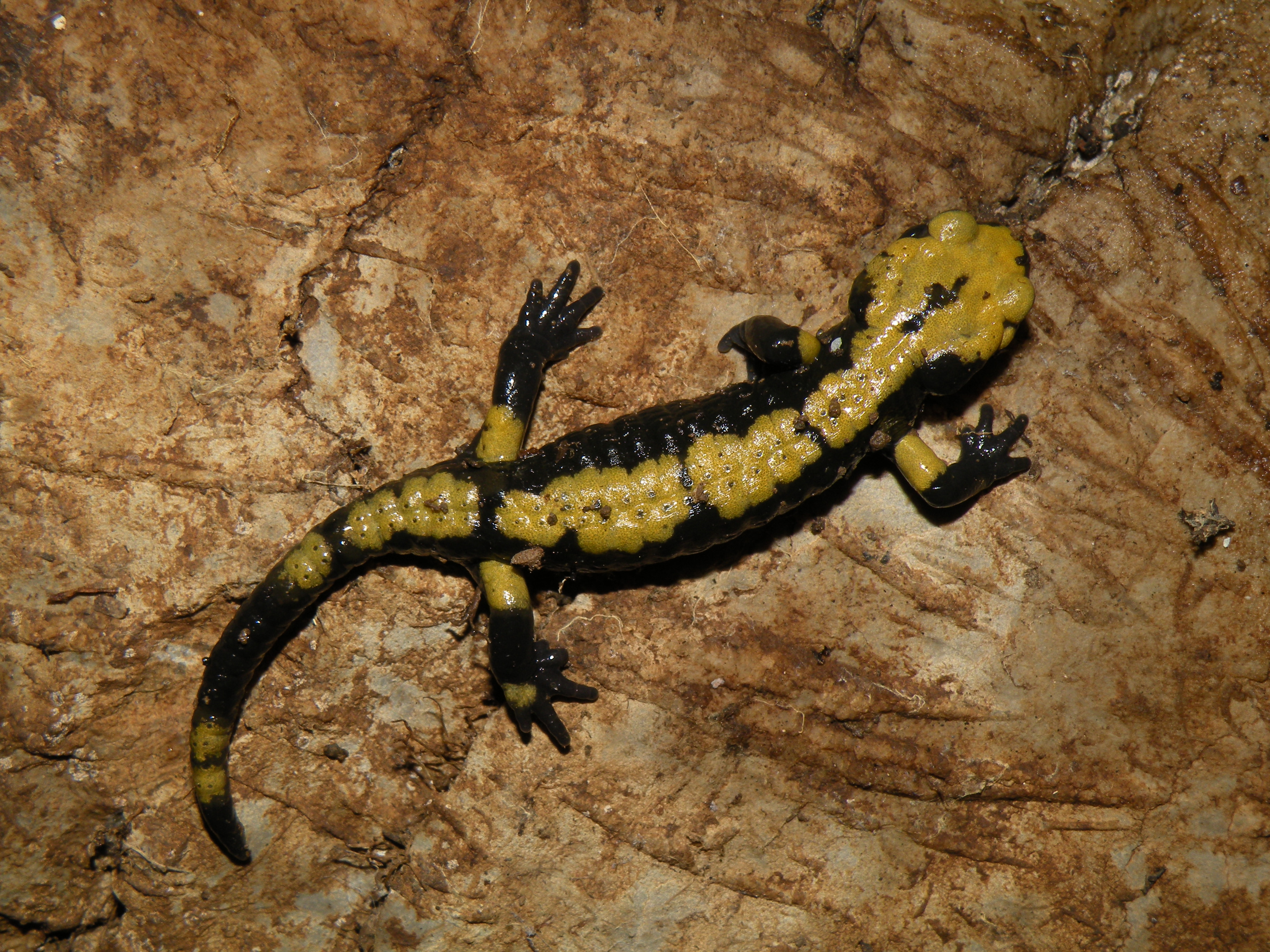
Salamandra atra aurorae Trevisan 1982, endemismo dell'altopiano. La salamandra viene chiamata in lingua cimbra Güllandar Ekkelsturtzo. Fu descritta per la prima volta dal professor Trevisan che dedicò alla moglie Aurora il nome varietale della specie.

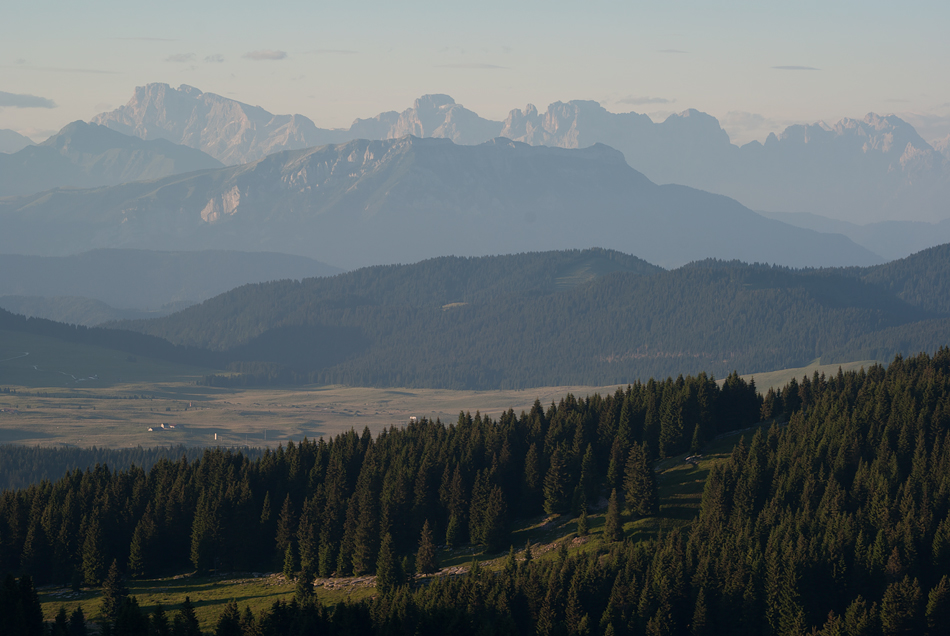
Piana di Marcesina.

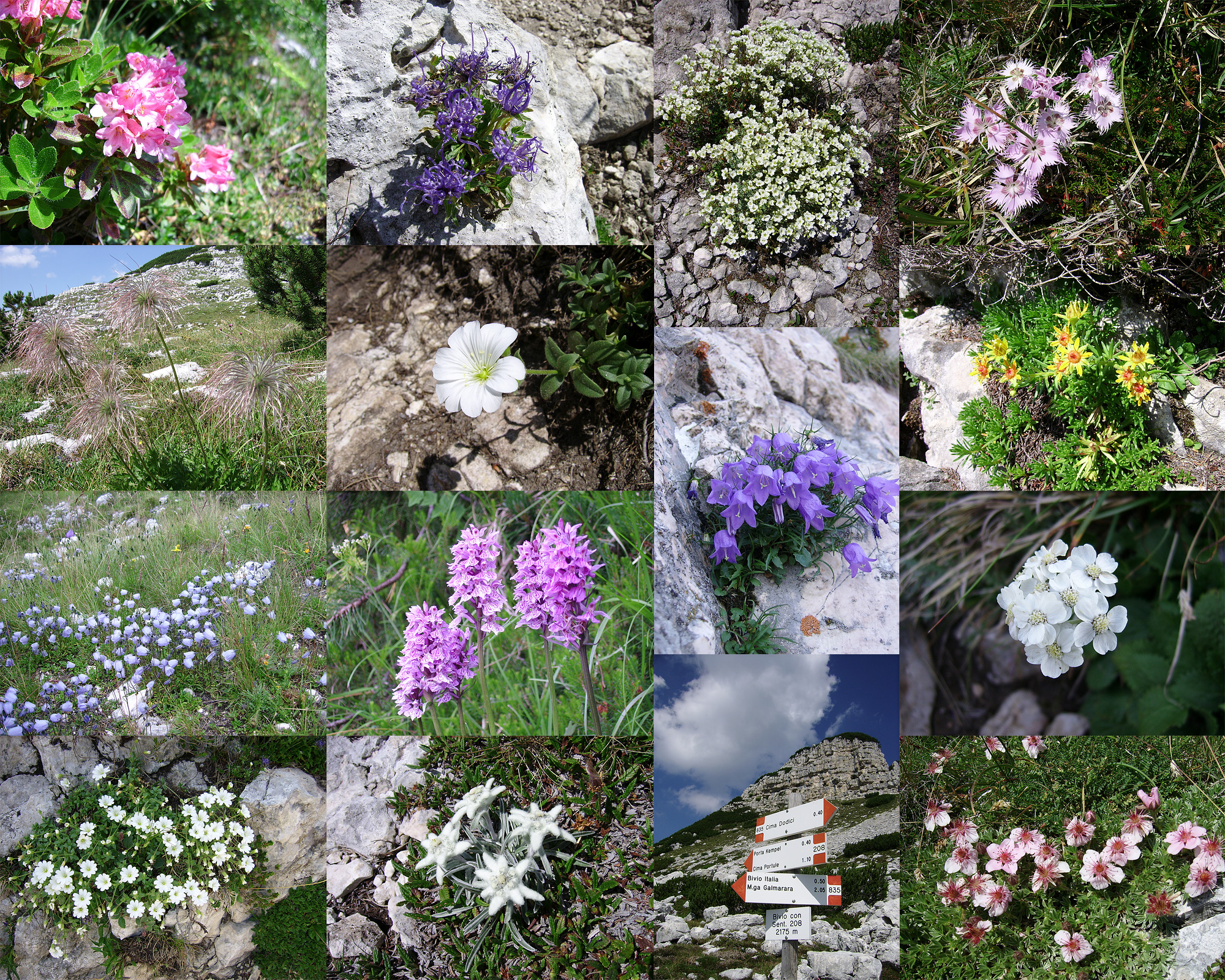
Flora d'alta quota - Cima Portule.

Di particolare rilievo è la presenza di due torbiere conosciute con i nomi di "Palù di San Lorenzo" e "Palù di Sotto", nella piana di Marcesina dove, tra le specie rare ed endemiche vanno annoverate le piante carnivore (quali la Drosera rotundifolia) e il relitto artico Andromeda polifolia, quest'ultima scoperta per la prima volta proprio a Marcesina nel 1703. Dei 47 350 ettari di territorio amministrato dai Sette Comuni, circa il 67% (31902 ha) è occupato da superficie boscata. La fauna e la flora rispecchiano i caratteri delle zone alpine.
Nei Sette Comuni è stata scoperta la Salamandra atra aurorae Trevisan 1982, sottospecie della Salamandra atra, che si presenta con macchie bianco-giallastre, ed è un anfibio endemico dell'altopiano.
Sull'altopiano sono stati individuati 3 siti di importanza comunitaria: tutta la zona nord dell'altopiano vi è compresa per un totale di oltre 17000 ha.
Trattandosi di un ambiente carsico, rara è l'acqua presente in superficie. La gran parte filtra attraverso il terreno per emergere dalle risorgive della pedemontana o presso alcuni alvei tra cui le importanti sorgenti valchiusane del fiume Oliero.

### Cime
Le cime oltre i 2000 m s.l.m. dell'altopiano sono le seguenti:

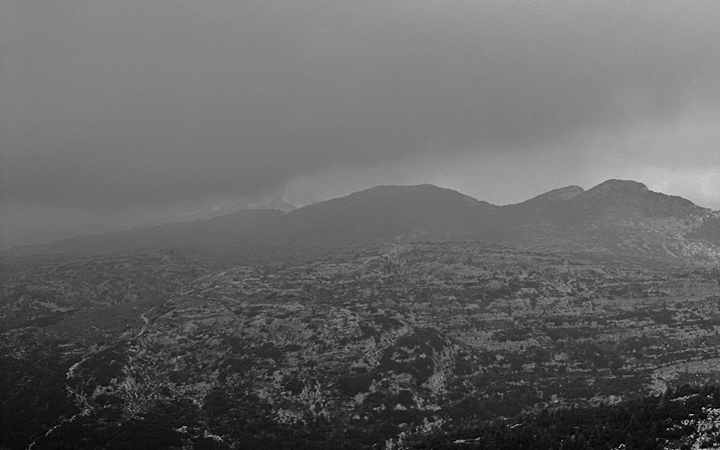
La desolata cima dell'Ortigara fotografata dalla Caldiera in una giornata di metà agosto.

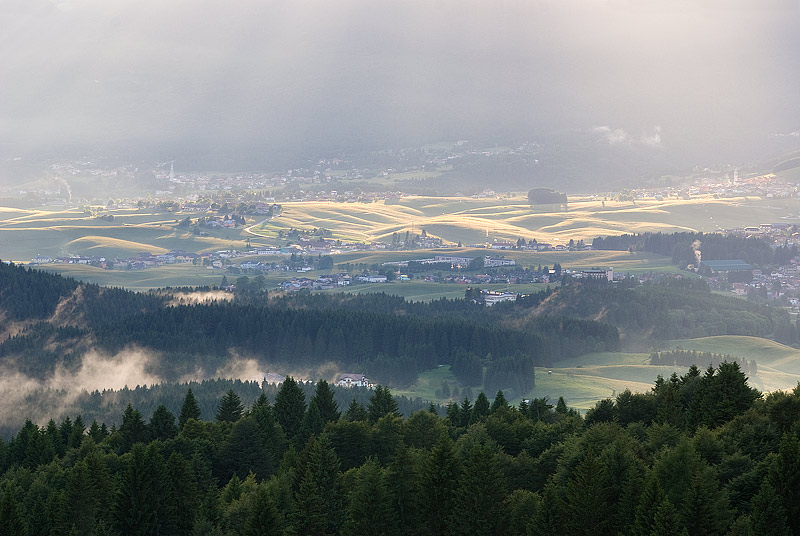
La parte centrale dell'Altopiano con la città di Asiago.

- Cima Dodici (XII) o Cima Ferozzo 2341 m s.l.m.
- Monte Trentin o Monte Gomion 2325 m s.l.m.
- Cima Portule 2308 m s.l.m.
- Cima Kempel 2295 m s.l.m.
- Cima Undici o Cima delle Pozze 2229 m s.l.m.
- Cima Dieci o Monte Castelnuovo 2215 m s.l.m.
- Cima Del Prà 2213 m s.l.m.
- Monte Pallone 2161 m s.l.m.
- Corno di Campo Verde 2129 m s.l.m.
- Cima della Caldiera 2124 m s.l.m.
- Monte Ortigara 2106 m s.l.m.
- Monte Colombarone 2097 m s.l.m.
- Monte Chiesa 2061 m s.l.m.
- Monte Campigoletti 2052 m s.l.m.
- Cima Manderiolo 2049 m s.l.m.
- Monte Frate 2048 m s.l.m.
- Corno di Campo Bianco 2044 m s.l.m.
- Cima Larici 2033 m s.l.m.
- Arsenale 2029 m s.l.m.
- Monte Verena 2015 m s.l.m.

### Clima

Asiago innevata in una foto d'epoca.

Asiago, per la sua particolare posizione e per l'elevato valore di sky-view factor raggiunge temperature minime anche molto basse ed è considerato uno dei centri abitati più freddi delle Alpi.
Il suo record ufficiale è di −31 °C, registrato per due giorni consecutivi il 22 e il 23 gennaio 1942, seguito da un valore di −30 °C il giorno 24. Il 1º marzo 2005 raggiunse i −27 °C.
Molte zone dei Sette Comuni raggiungono temperature minime anche molto più basse di Asiago (come in alcune doline dove si sono superati i −42 °C), in virtù della particolare conformazione a conca chiusa dell'Altopiano entro la quale l'aria fredda si accumula e dove la ventilazione, nelle notti serene invernali, è spesso molto debole o assente. Altro fattore che determina le basse temperature è la mancanza di grandi cime: ciò consente di avere un orizzonte orografico molto basso che favorisce il rilascio radiativo notturno ad onda lunga (raffreddamento per irraggiamento).
La temperatura media annua sull'Altopiano è di 8,3 °C (6,8 °C secondo la stazione meteorologica di Asiago di riferimento ENEA) e ne fa una tra le stazioni più fredde d'Italia. Il mese più caldo risulta luglio con una temperatura media di 17,5 °C, mentre quello più freddo è gennaio con una temperatura media di −0,6 °C, mese nel quale si registrano i picchi giornalieri più bassi di temperatura minima.
Il valor medio di precipitazione è pari a 1460 mm annui mentre la precipitazione media annua nevosa è di 199,9 cm.

## Storia

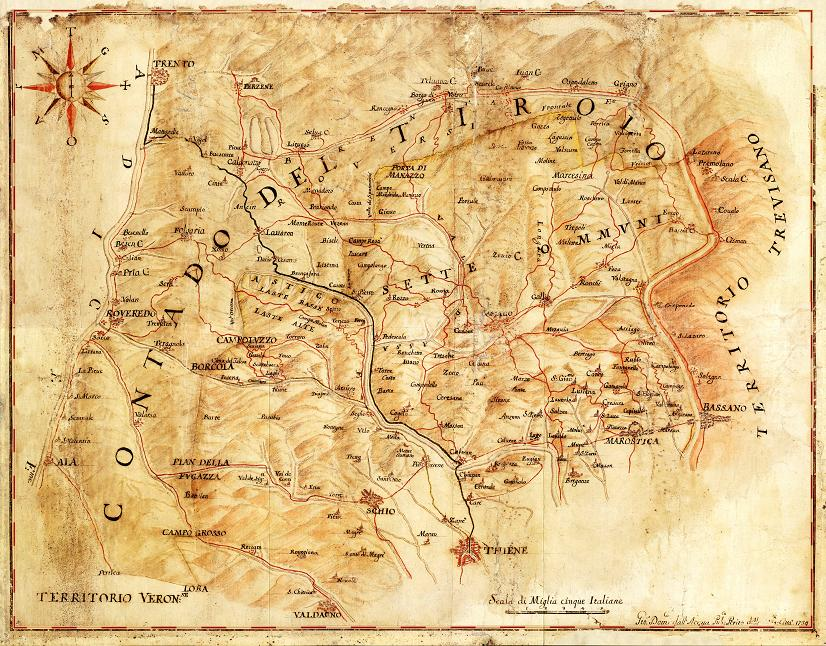
L'altopiano dei Sette comuni in una mappa di Giandomenico Dall'Acqua del Territorio vicentino, XVII secolo. Vicenza, Biblioteca Civica Bertoliana.

I primi insediamenti umani riscontrati sull'Altopiano risalgono al periodo paleolitico e mesolitico ed i primi abitanti stabili appartengono all'epoca preromana.

### Cimbri
Seguendo le ipotesi antiche, (per esempio Giordane nella sua "Storia dei Goti") si tende a fa risalire l'origine della popolazione germanofona dell'Altopiano dei Sette Comuni al popolo dei Cimbri, proveniente dal territorio dello Jutland (in Danimarca) che tentò di invadere l'Italia ma che fu sconfitto dall'esercito romano sotto la guida dei consoli Gaio Mario e Quinto Lutazio Catulo. Secondo tali ipotesi, supportate in particolar modo dalla toponomastica locale e dalle credenze religiose degli antichi abitanti dell'Altopiano, parte di questa popolazione belligerante si sarebbe ritirata sulle montagne dell'Altopiano, originando la stirpe dei moderni Cimbri dei Sette Comuni.
Una seconda ipotesi, che è la maggiormente condivisa dalla comunità storico-scientifica e che è andata affermandosi sul finire dell'Ottocento, vede invece l'origine dei Cimbri dovuta alla discesa dalla Germania meridionale, intorno all'anno Mille, di gruppi di famiglie provenienti per lo più dall'area bavarese. L'ipotesi prese corpo in seguito al primo studio scientifico sulla lingua cimbra che fu condotto dal linguista tedesco Johann Andreas Schmeller, uno dei moderni fondatori della ricerca linguistica sul campo, il quale nel 1833 si portò sull'Altipiano di Lavarone, quindi nei VII Comuni e poi sui XIII Comuni veronesi e in seguito nel 1844 ancora sui XIII Comuni e poi sui VII Comuni, intervistando le persone che ancora parlavano il cimbro e trascrivendo il tutto per studiarlo, e riconobbe così, lui che dagli studi dei fondi antichi della Biblioteca di Monaco aveva conoscenza dei manoscritti in tedesco antico a partire dal VII secolo, come il dialetto cosiddetto cimbro fosse un'evoluzione del tedesco bavarese del XII e XIII secolo. Secondo alcuni autori però, tra i quali Mario Rigoni Stern, tali ipotesi non possono essere ritenute valide, proprio per l'evidenza della toponomastica che ha strette similitudini con le lingue scandinave; inoltre, un tempo sull'Altopiano era diffusa la mitologia norrena. L'ipotesi della discendenza bavarese secondo Rigoni Stern nacque da fini nazionalistici che andarono affermandosi sul finire dell'Ottocento.
Un recente studio invece (2008), condotto dallo Iowa State University, ripropone prepotentemente la tesi delle origini gotiche dei cimbri, tesi sostenuta da Bruno Schweizer (le cui ricerche storiche sono conservate presso l'Università di Marburgo), piuttosto che quella che si andava consolidando delle origini bavaresi, proposta dal Kranzmayer.

### Federazione dei Sette Comuni

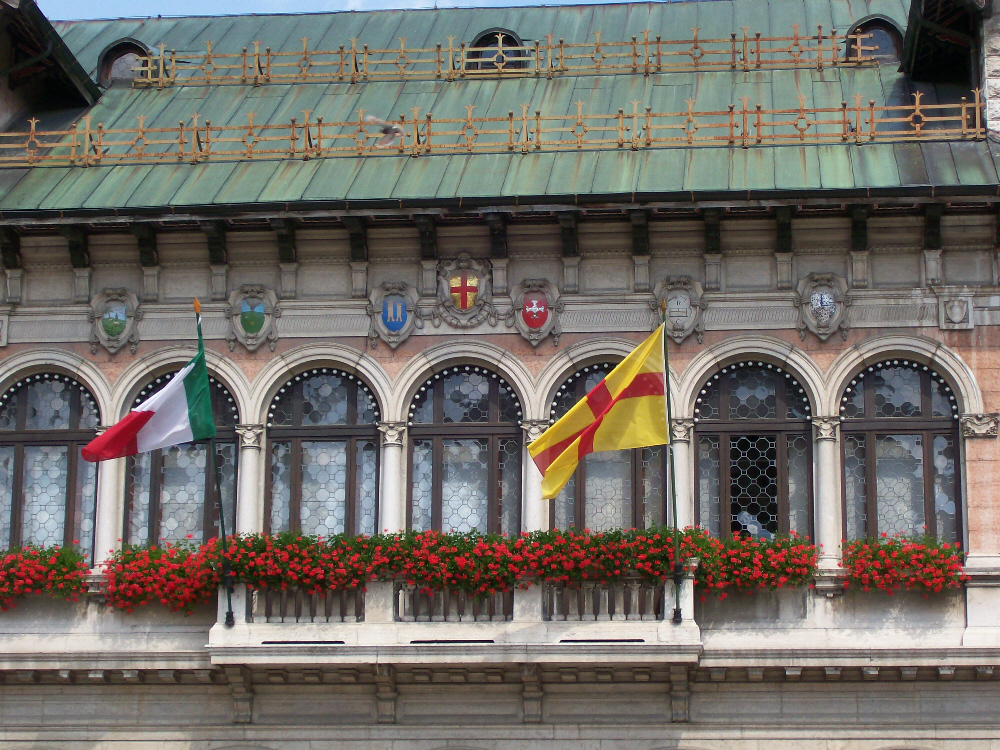
Stemmi dei Sette Comuni (recenti) murati sulla facciata del Municipio di Asiago

All'inizio del XIII secolo la popolazione locale inizia ad organizzarsi militarmente, trovando l'appoggio di Ezzelino I da Romano detto il Balbo (che possedeva alcuni feudi in loco), al quale fornivano proprie truppe. All'inizio del XIV secolo, dopo la caduta degli Ezzelini, i Sette Comuni si unirono in Federazione, allo scopo di governarsi con la maggiore autonomia possibile e di difendere il territorio. Nel 1310 viene fondata la Spettabile Reggenza dei Sette Comuni, la prima Federazione al mondo paragonabile ad un moderno Stato federale. Tale Federazione cessa di esistere definitivamente il 29 giugno 1807 in seguito alla Campagna d'Italia di Napoleone Bonaparte.

Dopo una parentesi sotto il dominio dell'Impero austriaco, il 21 ottobre 1866, assieme al Veneto, alla provincia di Mantova e al Friuli (eccetto l'area di Gorizia), l'Altopiano dei Sette Comuni fu annesso al Regno d'Italia a seguito della terza guerra di indipendenza.

### Prima guerra mondiale

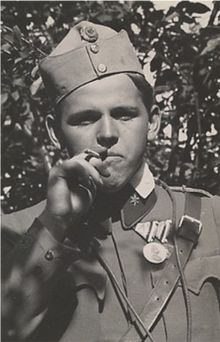
L'ufficiale austriaco Fritz Weber, futuro scrittore, fu in servizio presso il Forte Verle

Il primo colpo di cannone da parte italiana della prima guerra mondiale, che sancì l'entrata in guerra da parte del Regio esercito, fu sparato dal Forte Verena, alle ore 4 del 24 maggio 1915.

L'intero Altopiano, che un tempo si trovava al confine tra l'Impero austro-ungarico e il Regno d'Italia, fu così direttamente interessato dagli eventi della Grande Guerra: interi paesi come la città di Asiago vennero completamente rasi al suolo. Nel 1916, durante l'Offensiva di primavera, infatti, l'esercito austro-ungarico sfondò improvvisamente sul fronte trentino costringendo il Regio esercito italiano ad evacuare frettolosamente la popolazione civile dai centri abitati. Tale offensiva fu la più grande battaglia di montagna mai combattuta.
Durante i 4 anni di guerra, si calcola che sull'Altopiano vennero lanciate dai vari eserciti non meno di 1,5 milioni di bombe e che i soldati impegnati in battaglia furono oltre 1 milione.
Il Sacrario Militare di Asiago, costruito nel dopoguerra per raccogliere le spoglie dei soldati caduti in anni di aspri combattimenti, è diventato insieme a quelli del Pasubio, del Monte Grappa e del Monte Cimone, simbolo della Provincia di Vicenza, e contiene i resti di oltre 55 000 soldati, provenienti per lo più dai 41 Cimiteri di guerra dell'Altopiano.

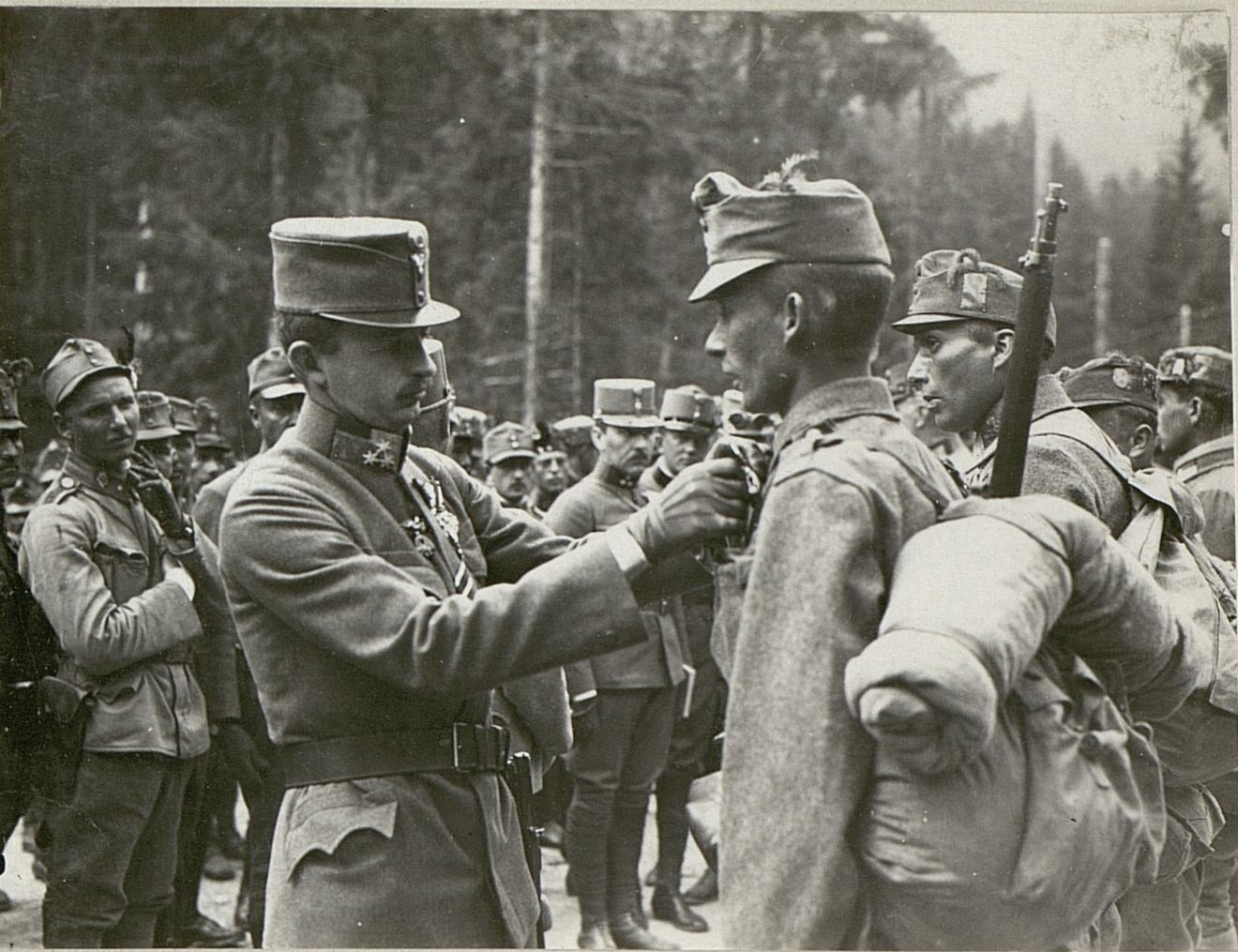
L'imperatore Beato Carlo I d'Austria sull'altopiano in visita alle proprie truppe (febbraio 1917).

Numerose sono le fortificazioni presenti sul territorio, come altri resti testimoni degli eventi della prima guerra mondiale (trincee, gallerie, teleferiche, baraccamenti, ecc.) che qui impegnò soldati provenienti da ogni angolo d'Europa. Epiche battaglie passarono alla storia per la cruenza dei combattimenti, come le battaglie dell'Ortigara, la Battaglia degli Altipiani, la Battaglia dei Tre Monti e la Battaglia del solstizio.
A ricordo di tali fatti, nel settembre del 1920 si tenne sul Monte Ortigara la prima Adunata nazionale degli alpini, nata in modo spontaneo.

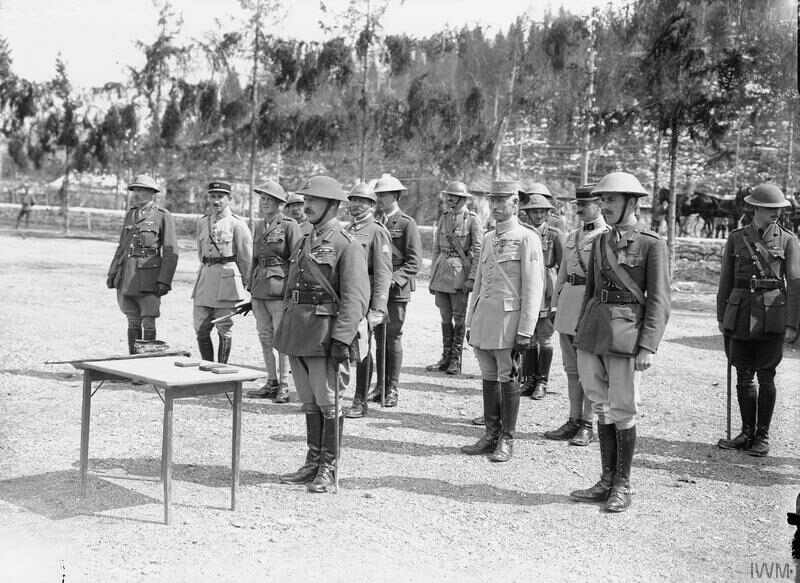
Ufficiali francesi ed inglesi tra cui Frederick Lambart, X conte di Cavan ed il principe di Galles, futuro re Edoardo VIII del Regno Unito a Granezza di Lusiana (luglio 1918) durante un discorso del generale Jean César Graziani.

Tra i vari combattenti impegnati in zona, numerosi scrittori tra cui Carlo Emilio Gadda, Paolo Monelli, Emilio Lussu, Carlo e Giani Stuparich, Fritz Weber, Hugo von Hofmannsthal, Mario Puccini, Attilio Frescura, Arnaldo Fraccaroli, Norman Gladden, Giuseppe De Mori, Robert Musil e Nobel per la letteratura come Ernest Hemingway e Rudyard Kipling, oltre a una delle più note autrici inglesi, Vera Brittain, e altri autori ancora, hanno raccontato negli anni a venire il loro vissuto in maniera diretta o meno durante la grande guerra sull'Altopiano di Asiago. Lo stesso Franz Kafka nei suoi Diari racconta di una battaglia avvenuta sull'Altipiano.

#### Profugato

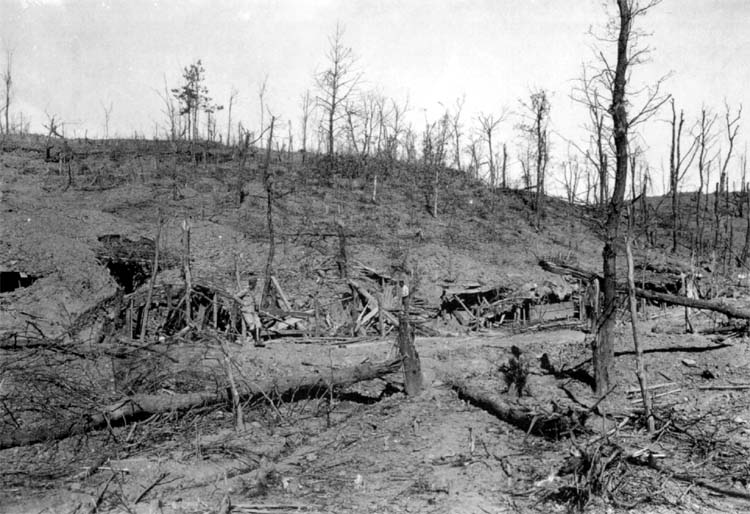
Ciò che resta dei boschi dell'altopiano dopo un'ondata di furia bellica.

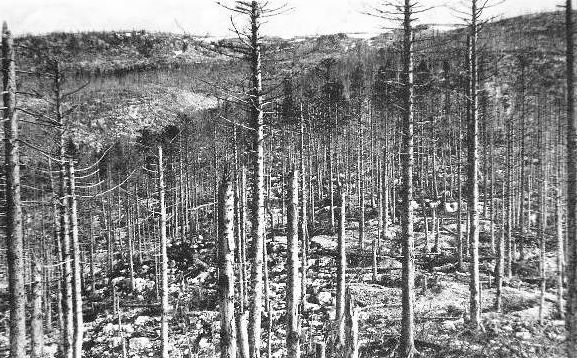
Un'altra immagine dei boschi distrutti (qui sul Monte Zebio).

La nostra colonna cessò i canti e si fece silenziosa. Sulla strada non si sentiva altro che il nostro passo di marcia e il cigolìo dei carri.»
(Emilio Lussu - Un anno sull'Altipiano)
A causa dello scoppio della guerra, la popolazione dell'Altopiano nel maggio del 1916 fu costretta ad abbandonare le proprie case (tutti i paesi dell'Altopiano, ad eccezione dei più meridionali, durante la guerra vennero completamente rasi al suolo) e venne inviata in tutta Italia: i profughi di Asiago furono accolti a Noventa Vicentina; quelli di Gallio ad Albettone; quelli di Treschè Conca a Nanto; quelli di Rotzo a Barbarano Vicentino; quelli di Roana, Canove, Camporovere e Cesuna a Pojana Maggiore (ospitalità che anni dopo, in alcuni casi, diedero vita a dei gemellaggi tra i paesi altopianesi e quelli di pianura). Si trattò tuttavia di una sistemazione provvisoria in quanto nelle settimane successive molti di questi profughi vennero destinati ad altri Comuni veneti. Alcune centinaia di loro vennero destinati invece ad altre località, quali Como, Varese, Pavia, Torino, Cuneo, Lucca e Campobasso.
Tra il maggio e l'agosto del 1916 i civili costretti ad abbandonare l'Alto Vicentino ammontarono a 76 338, il 15% dell'intera provincia di Vicenza. 22 153 di loro appartenevano al distretto di Asiago (tutti i Comuni tranne Enego, che faceva capo al distretto di Bassano del Grappa). Le persone sfollate, oltre ad aver perso tutto, erano spesso oggetto di disprezzo o di rifiuto perché parlavano il cimbro (lingua germanica), in alcuni casi le persone venivano addirittura imprigionate perché sospettate di essere spie (si pensava usassero la lingua del nemico).

### La ricostruzione
(Mario Rigoni Stern)

Asiago distrutta

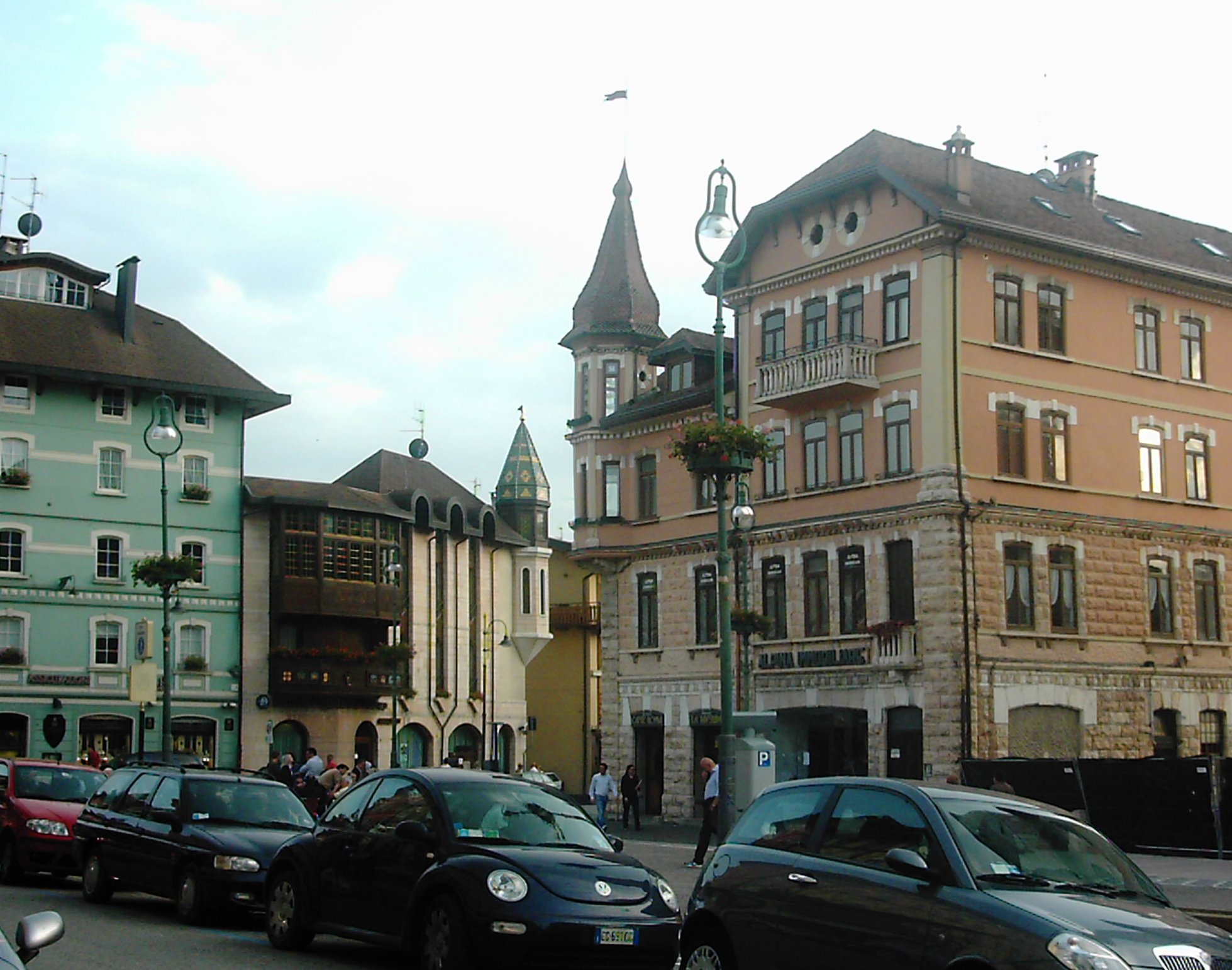
Il centro di Asiago, città ricostruita nel 1921 dopo la completa distruzione della Grande Guerra

Alla fine delle ostilità, quasi tutti i paesi, i boschi, le malghe, i prati e i pascoli dell'Altopiano erano completamente distrutti. I lavori di ricostruzione dei paesi partirono in ritardo, infatti solo due anni dopo la firma dell'armistizio vennero approvati i primi Piani Regolatori per la ricostruzione dei paesi, dando così un primo sollievo ai profughi che, ritornati alla loro terra, si trovarono senza lavoro. La nuova Asiago venne ricostruita completamente diversa. I lavori comunque proseguirono a singhiozzo, a causa dell'inefficace supporto del Ministero dell'Interno e delle Finanze di Roma e delle sistematiche rigettazioni delle richieste di risarcimento da parte dell'Intendenza di Finanza di Vicenza. La situazione migliorò solo con il decentramento di alcuni uffici ad Asiago e con la nomina di un nuovo intendente della Finanza di Vicenza. Dopo l'approvazione dei vari Piani Regolatori, nella primavera del 1921 l'Altopiano si trasformò in un unico grande cantiere. Alla fine di quell'anno, nonostante la decisione del Governo Nazionale di ridurre i finanziamenti alle operazioni di ricostruzione, i paesi erano stati in gran parte ricostruiti e la popolazione quasi totalmente ritornata dal profugato.

#### I recuperanti
Ritornati nei loro paesi d'origine, gli abitanti dell'Altopiano, dopo un primo sforzo nella ricostruzione delle proprie case, potevano scegliere di fatto tra due lavori: la piantagione di nuovi alberi (per riparare i danni bellici alla vegetazione alpina, andata quasi completamente distrutta) o intraprendere il "mestiere" del recuperante di residuati bellici.
Nel 1920 infatti, seppure l'amministrazione militare avesse già iniziato la bonifica del territorio, numerosissimi resti di soldati, di migliaia di ordigni inesplosi, di armi, continuavano a riemergere e, anche per la necessità di reperire materie prime, ma soprattutto per la possibilità di guadagnare qualcosa recuperando la ferraglia raccolta, il recuperante diventò per molti uomini dell'Altopiano un vero e proprio lavoro. Il recuperante partiva da casa armato di piccone e vagava per prati, pascoli e boschi alla ricerca di residuati bellici ma anche di mazzuoli, stampi da mina, carriaggi e filo spinato, elementi componibili di baracche canadesi, paletti di ogni genere a T a L o a coda di porco, ecc.; di fronte a resti umani si segnalava invece il punto ai militari del Sacrario Militare del Leiten che procedevano al recupero dei resti della salma.
La prima grossa disgrazia avvenne a Canove di Roana nel 1920: una squadra di operai stava lavorando con dei cavalli al riassetto del cimitero del paese quando un bambino, figlio di un operaio, per gioco si mise a battere con un sasso una granata inesplosa da 305 mm. Nessuno badò al bambino e la bomba esplose facendo una strage di uomini e di animali. Da allora non si contarono più le disgrazie che provocarono centinaia di mutilati e di morti, ma pur di guadagnare qualcosa il mestiere del recuperante continuò ad essere praticato. Tale lavoro, anche a causa delle continue tragedie, nel tempo andò scemando ma, nel 1930, quando per la grande crisi del 1929 vi fu la necessità di reperire materie prime, il recuperante tornò in voga. Nel 1935-36, a causa delle sanzioni all'Italia per la guerra di Etiopia, la ricerca di residuati bellici si intensificò ulteriormente: i recuperanti cominciarono a demolire anche alcune fortezze per recuperare le putrelle ed il ferro dal cemento armato. Anche le monumentali corazze del Forte Verena, divelte dai bombardamenti austriaci e precipitate nei sottostanti valloni, vennero recuperate.

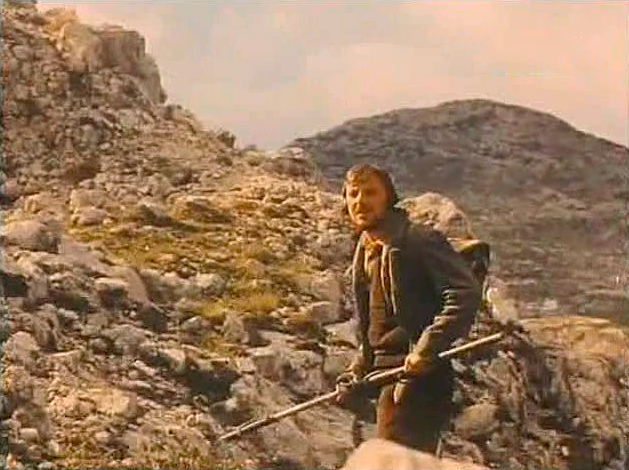
Andreino Carli (attore non professionista altopianese) in una scena del film I recuperanti tra le montagne dell'Altipiano con un cercamine americano.

Per legge, tutto il materiale bellico recuperato era considerato di proprietà dello Stato e i rivenditori diffidati dal solo toccarlo. Per tale motivo, le vittime di incidenti oltre al danno fisico subivano anche la beffa della multa in contravvenzione a questa legge.
Dopo il secondo conflitto mondiale cominciarono ad essere utilizzati tra i recuperanti i ricercatori magnetici o cercamine americani. Con questi rilevatori, impropriamente battezzati RADAR, si perlustrava il terreno e quando l'apparecchio passava sopra a del metallo sepolto emetteva un suono in cuffia. Nel 1969 uscì il film di Ermanno Olmi I recuperanti, con sceneggiatura dello stesso Olmi, di Tullio Kezich e di Mario Rigoni Stern che, nella trama, vede alcuni uomini cercare residuati anche mediante l'impiego di questi strumenti. Per la maggior parte il film è interpretato da attori non professionisti originari dell'Altopiano.
Negli anni del boom economico l'attività di recupero continuò comunque ad essere praticata (sia per consentire di lavorare a chi tornava dall'emigrazione stagionale, sia per permettere di arrotondare le entrate). La pericolosità di questo lavoro non cessò comunque di sfociare in tragedia, come nel febbraio del 1974, quando sette recuperanti di Asiago persero la vita o la vicenda della morte di una persona di Asiago nel 2007.

### La Resistenza
Il 20 settembre 1943 il comando militare tedesco dell'Altopiano dei Sette Comuni imponeva a tutti i soldati della zona di presentarsi entro tre giorni alle sedi di Schio o di Vicenza. Quasi tutti gli uomini dell'Altopiano però scelsero di rimanere nascosti nei loro paesi decisi a non collaborare coi tedeschi e, nei mesi successivi, iniziarono a costituire delle basi di reclutamento per la nascita delle prime formazioni partigiane locali. La prima formazione partigiana si insediò, alla fine del 1943, attorno ai paesi di Fontanelle, Conco e Rubbio. Parte di questo primo reparto partigiano cadde però in mano nazifascista, in particolare i militanti della zona di Fontanelle, che vennero portati all'interno del castello di Marostica e fucilati nell'eccidio di Marostica. Un altro gruppo di questi partigiani venne assassinato (a seguito però di uno scontro interno tra due fazioni partigiane) il 30 dicembre 1943 nell'eccidio di malga Silvagno.
Nel frattempo però la guerriglia partigiana sull'Altopiano andava intensificandosi, complici anche i numerosi rifornimenti aerei angloamericani che vedevano nell'Altopiano un ambiente particolarmente adatto a questo tipo di operazioni, tanto da divenire in breve tempo il centro di smistamento di armi e viveri per tutto il Veneto occidentale. Conseguentemente, anche i tedeschi decisero di intensificare la loro presenza in zona e di moltiplicare le operazioni di polizia: un grande rastrellamento ebbe luogo il 5 giugno 1944: gran parte delle formazioni partigiane riuscirono a nascondersi nelle zone più impervie; gli studenti vicentini invece (tra i quali il futuro scrittore Luigi Meneghello), capitanati da Antonio Giuriolo, subirono pesanti perdite nello scontro di Malga Fossetta.

Dopo questo episodio i partigiani altopianesi, comandati dal capitano asiaghese Giuseppe Dal Sasso e concentrati nella zona del Bosco Nero (battaglione Sette Comuni) e del rifugio Granezza (battaglione Mazzini) riuscirono a creare una zona libera pronta ad accogliere i paracadutisti alleati: il 12 agosto fu infatti paracadutata in Altopiano l'importante missione militare del maggiore Wilkinson, con credenziali firmate dal generale Alexander. Gli scontri tra partigiani e nazifascisti non cessarono però; l'8 agosto 1944 i tedeschi arrestarono 40 civili e diedero alle fiamme 74 case di Camporovere; solo grazie all'intervento del parroco il paese non venne completamente distrutto. 

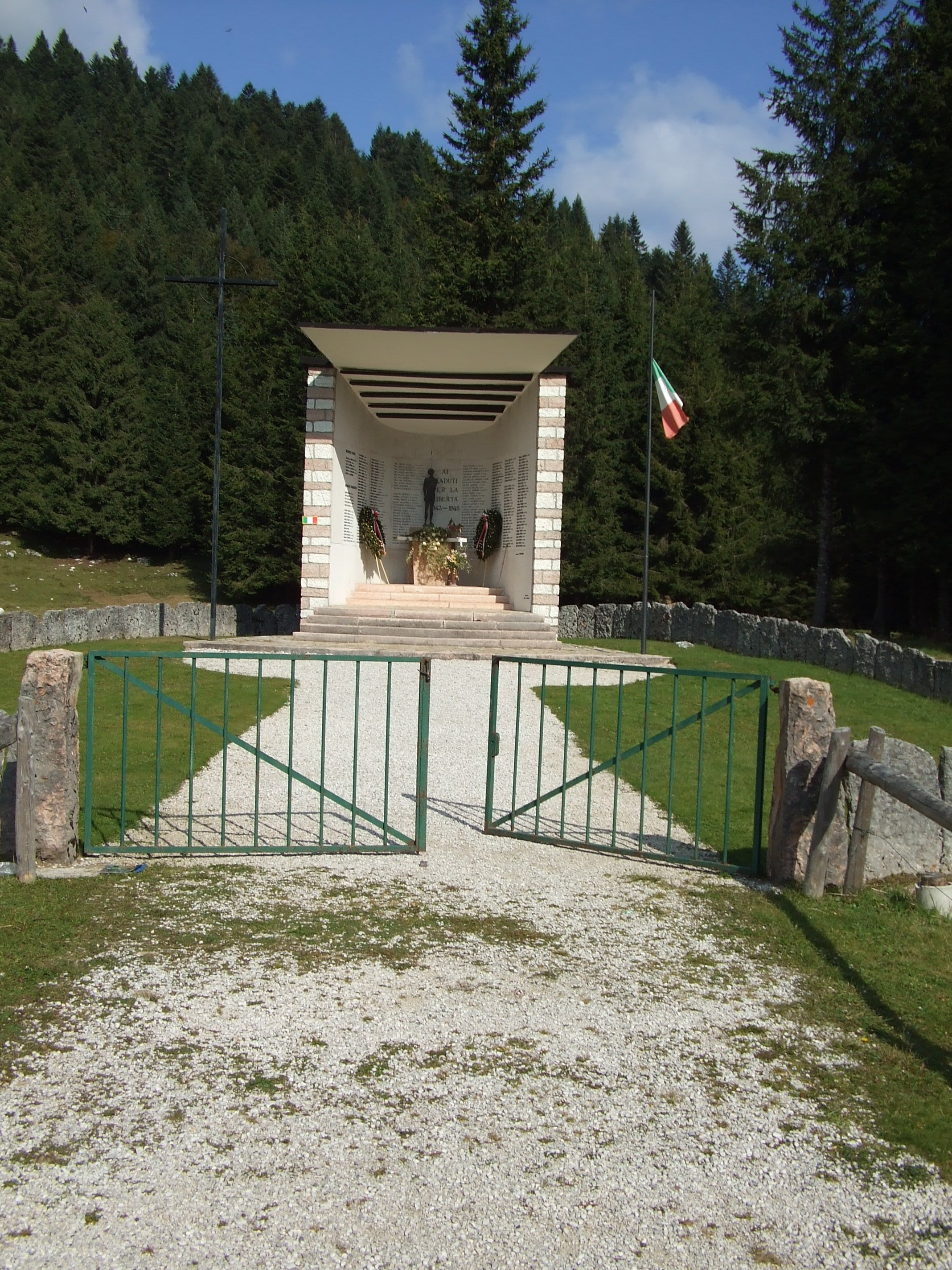
Il monumento che ricorda i caduti della Brigata Mazzini.

Quando in seguito i tedeschi temettero di compromettere le vie di fuga tra il Veneto con la Germania, sferrarono un grande rastrellamento proprio sull'Altopiano: il 6 settembre migliaia di nazifascisti attaccarono i 600 partigiani del Bosco Nero e di Granezza. I caduti dell'eccidio di Granezza furono numerosi, compresi 14 soldati italiani della Speer uccisi per diserzione. Tra i morti anche Rinaldo Arnaldi della Divisione Alpina Monte Ortigara. Seguirono giorni di terrore sull'Altopiano, con incendi, fucilazioni e devastazioni.
Arrivarono in seguito i giorni della Liberazione. Continuarono però le battaglie, dove perirono, tra gli altri, i comandanti Giovanni Carli e Giacomo Chilesotti. Non mancarono altri eccidi, come la Strage di Treschè Conca del 27 aprile 1945 e il tristemente noto Eccidio di Pedescala, avvenuto tra il 30 aprile e il 2 maggio 1945.
La prima pattuglia inglese raggiunse Asiago solo il 4 maggio 1945, quando in gran parte dell'Italia si erano già conclusi i festeggiamenti per la Liberazione. Durante la Resistenza, numerose malghe e case dell'Altopiano vennero quindi incendiate e tremendi soprusi vennero operati ai danni della popolazione civile, popolazione che ebbe attiva parte al sostegno della lotta clandestina: è per questo motivo che il gonfalone di Asiago si fregia di una medaglia d'argento al valor militare e che al comune di Conco è stata conferita la croce di guerra al valor militare.

### La trasformazione turistica
(John Ball)

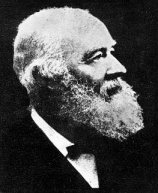
Il naturalista ed alpinista John Ball, tra i primi viaggiatori a descrivere l'ambiente dell'Altopiano

Anche se ascensioni e resoconti di viaggiatori sull'Altopiano si hanno già intorno alla metà dell'Ottocento, vedi ad esempio i resoconti di John Ball (che sposò la bassanese Elisa Parolini), è solo alla fine di quel secolo che di fatto nasce il turismo sull'Altopiano dei Sette Comuni, grazie alla costituzione delle prime associazioni turistico-ricreative e alla contemporanea nascita delle sezioni vicentine del CAI (quella di Asiago verrà aperta nel 1873).
Tuttavia i collegamenti con la pianura erano all'epoca assai difficoltosi, solo per salire sull'Altopiano la gente impiegava mediamente un paio di giorni ed oltre una settimana per attraversare i vari paesi. Proprio per questi motivi i frequentatori del CAI dell'epoca, per lo più imprenditori vicentini, sentirono l'esigenza di rinnovare ed adeguare la viabilità del territorio. Sarà in particolare Alessandro Rossi, di origini altopianesi, a sostenere i primi progetti di ammodernamento della viabilità e a proporre per primo la realizzazione della Ferrovia Rocchette-Asiago: questa nuova accessibilità favorirà in seguito la costruzione di nuovi alberghi, osterie ed alloggi, ma la guerra interromperà ogni attività turistica e le stesse strutture ricettive verranno trasformate in caserme.
Dopo la ricostruzione dei paesi, il turismo si diffuse nuovamente a partire dalla fine degli anni venti, in particolar modo il turismo invernale grazie alla propaganda fascista che stimolò lo sviluppo di strutture atte alla pratica degli sport invernali. Ma sarà soltanto con il boom economico, a partire dagli anni sessanta, che l'Altopiano conoscerà il turismo di massa, grazie al richiamo verso un ambiente salubre ed apprezzato da parte della vicina popolazione della pianura. Nasce quindi in questi anni la vocazione turistica dei Sette Comuni, che ne fa la meta più frequentata dai turisti che visitano la Provincia di Vicenza.

### Letteratura
Lo scrittore Mario Rigoni Stern, nativo di Asiago, ambientò vari racconti e romanzi sull'altopiano.
Lo scrittore sardo Emilio Lussu combatté sull'Altopiano dei Sette Comuni durante la Prima guerra mondiale e scrisse il romanzo Un anno sull'Altipiano.

## Società

### Evoluzione demografica
(Mario Rigoni Stern)
Nella seguente tabella sono riportati i dati (dal 1810 al 2011) della popolazione residente sull'altopiano.
| Comune        | Anno   | Anno   | Anno   | Anno   | Anno   | Anno   | Anno   | Anno   | Anno   | Anno   | Anno   | Anno   | Anno   | Anno   | Anno   | Anno   | Anno   | Anno   | Anno   |
| Comune        | 1810   | 1830   | 1845   | 1853   | 1871   | 1881   | 1901   | 1911   | 1921   | 1931   | 1936   | 1951   | 1961   | 1971   | 1981   | 1991   | 2001   | 2011   | 2021   |
| ------------- | ------ | ------ | ------ | ------ | ------ | ------ | ------ | ------ | ------ | ------ | ------ | ------ | ------ | ------ | ------ | ------ | ------ | ------ | ------ |
| Asiago        | 3 878  | 4 110  | 5 480  | 5 838  | 5 423  | 6 176  | 6 389  | 6 776  | 6 591  | 6 149  | 6 318  | 6 881  | 6 492  | 6 727  | 6 872  | 6 572  | 6 509  | 6 391  | 6 361  |
| Lusiana Conco | 4 318  | 5 070  | 6 506  | 6 825  | 7 679  | 8 375  | 10 059 | 11 030 | 12 449 | 9 660  | 8 399  | 7 702  | 6 514  | 5 624  | 5 190  | 5 013  | 5 123  | 4 946  | 4 553  |
| Roana         | 2 816  | 2 618  | 3 267  | 3 593  | 4 167  | 4 768  | 5 023  | 6 250  | 6 790  | 5 068  | 4 932  | 4 720  | 4 087  | 3 766  | 3 569  | 3 608  | 3 774  | 4 317  | 4 161  |
| Gallio        | 2 276  | 1 981  | 2 436  | 2 490  | 1 802  | 2 013  | 2 364  | 3 309  | 3 676  | 2 986  | 2 562  | 2 818  | 2 329  | 2 177  | 2 144  | 2 208  | 2 336  | 2 413  | 2 342  |
| Enego         | 2 937  | 2 744  | 2 994  | 3 202  | 2 798  | 3 294  | 3 890  | 4 678  | 4 931  | 4 745  | 4 441  | 4 450  | 4 016  | 3 096  | 2 491  | 2 236  | 2 017  | 1 825  | 1 554  |
| Foza          | 1 812  | 1 505  | 1 802  | 1 859  | 853    | 1 817  | 1 430  | 1 680  | 1 838  | 1 578  | 1 553  | 1 724  | 1 375  | 893    | 793    | 793    | 733    | 717    | 661    |
| Rotzo         | 1 302* | 1 401* | 1 803* | 1 959* | 2 122* | 2 511* | 2 848* | 3 289* | 3 476* | 3 045* | 2 792* | 905    | 789    | 637    | 568    | 600    | 570    | 638    | 641    |
| Totale        | 19 339 | 19 429 | 24 288 | 25 766 | 24 844 | 28 954 | 32 003 | 37 012 | 39 751 | 33 231 | 30 997 | 29 200 | 25 602 | 22 920 | 21 627 | 21 030 | 21 062 | 21 247 | 20 273 |

- Fino al 1936 le frazioni di Pedescala e San Pietro Val d'Astico (del nuovo Comune di Valdastico) facevano parte del Comune di Rotzo.
- Fino al 2019 Conco e Lusiana erano due Comuni distinti.

La popolazione dell'Altopiano ha subito nel corso degli anni diversi flussi migratori: a partire dal 1600 molti uomini partivano verso il centro Europa, Germania soprattutto (facilitati dalla lingua) per fare i carbonai. Partivano in primavera e tornavano sull'Altopiano in autunno.
Con lo scoppio della Grande Guerra e con l'avanzata austro-ungarica nel maggio del 1916 i paesi vennero evacuati e per oltre 3 anni gli altopianesi furono costretti al profugato in diverse città italiane. A guerra finita non tutti tornarono e a partire da quegli anni i paesi conobbero un costante e continuo declino demografico che durò oltre mezzo secolo a causa dell'emigrazione verso Paesi di tutto il mondo, in special modo Francia, Belgio, Germania, Svizzera, Ex Jugoslavia, Australia, Nuova Zelanda, Stati Uniti d'America, Canada, Argentina, Brasile, tanto che in alcuni casi le comunità italiane estere provenienti dai paesi dell'altipiano sono più consistenti di quelle dei paesi d'origine (come il caso della comunità italiana di Melbourne proveniente da Mezzaselva di Roana, che conta il triplo degli abitanti presenti a Mezzaselva).
Nel 2010, in occasione dei 700 anni dalla nascita della Federazione dei Sette Comuni, la Comunità montana Spettabile Reggenza dei Sette Comuni ha donato alla comunità altopianese di Melbourne, in rappresentanza delle centinaia di altopianesi emigrati in Australia, una copia del sigillo della Reggenza (esso raffigurava l'antico stemma dei Sette Comuni), il cui originale era conservato da Mario Rigoni Stern, discendente dell'ultimo cancelliere della Reggenza (Angelo Rigoni Stern).
Abitanti censiti

Il flusso migratorio non si è interrotto neppure negli anni successivi e continua, a causa del trasferimento di molte famiglie nei paesi della vicina pianura dove sono maggiori le opportunità lavorative.

### Uffici turistici
Gli uffici turistici sull'altopiano sono situati a:
- Gallio, via Roma 2
- Enego, Piazza San Marco, 15
- Asiago, piazza Carli 56
- Roana, via Milano 32
- Foza, via Roma 2 c/o Museo Etnografico

### Proposta di aggregazione alla Provincia autonoma di Trento
Nell'aprile del 2005 sull'altopiano dei Sette Comuni è nato un comitato apartitico formato da un gruppo di cittadini avente lo scopo di promuovere la procedura burocratica necessaria per il passaggio degli 8 comuni dell'altopiano alla Regione Trentino-Alto Adige, ed in particolare alla confinante provincia di Trento. Dopo un'iniziale azione di sensibilizzazione mediante incontri con la popolazione, in ogni comune è iniziata la raccolta di firme da presentare ai rispettivi consigli comunali che su iniziativa dei cittadini stessi hanno deliberato la richiesta per il Referendum Costituzionale riguardante il cambio di Regione (e quindi di Provincia) come previsto dall'articolo 132, comma 2º, della costituzione (v. Progetti di aggregazione di comuni italiani ad altra regione); una volta approvate tutte le delibere il comitato si è occupato di raccoglierle e depositarle presso la Corte di cassazione, che in seguito ha approvato la conformità costituzionale del quesito referendario "Volete voi che il territorio dei comuni di Asiago, Conco, Enego, Foza, Gallio, Lusiana, Roana, Rotzo sia separato dalla regione Veneto per entrare a far parte integrante della regione autonoma Trentino-Alto Adige?".
A questo punto il referendum popolare è stato presentato al Presidente della repubblica Giorgio Napolitano che ha indetto il referendum popolare costituzionale con Decreto del Presidente della Repubblica datato 23 febbraio 2007 le cui operazioni di voto avvenute nei giorni domenica 6 maggio e lunedì 7 maggio 2007 hanno dato esito affermativo grazie ai 12 404 SI pari al 94,09% dei votanti su un totale di 13 183 voti validi comprensivi di 696 No, pari al 5,28%, 50 schede bianche, pari al 0,38% e 33 schede nulle, pari al 0,25% (il quorum necessario perché il referendum fosse valido era il raggiungimento del 50%+1 dei SI pari pari a 10 433 voti su un totale di 20 864 potenziali votanti, margine ampiamente superato con 1971 voti SI in più rispetto al quorum minimo, calcolato sul totale degli aventi diritto al voto di tutti gli 8 comuni). I Comuni di Enego, Conco e Lusiana nel corso del 2006 autonomamente hanno anche indetto un referendum consultivo comunale, la cui funzione era conoscere l'opinione popolare riguardo all'intenzione di aggregarsi alla Provincia autonoma di Trento che ha avuto esito affermativo raggiungendo percentuali superiori al 90% in tutti e tre i Comuni.

#### Il parere negativo
Il 3 ottobre 2007 la speciale commissione per le modifiche dello statuto e dell'autonomia della Provincia di Bolzano, ha espresso il parere negativo (ma non vincolante), a larga maggioranza, circa le richieste dell'Altopiano per il passaggio al Trentino-Alto Adige. Walter Baumgartner (capogruppo della Südtiroler Volkspartei) ha dichiarato che, secondo lui, è troppo debole la motivazione storica per far partire un iter lungo e laborioso (infatti, si dovranno modificare i trattati internazionali con l'Austria). Il 7 dicembre 2007 è arrivato il no della Provincia di Trento confermato anche dal parere negativo del 15 gennaio 2008 della Regione. Questo è solo un primo parere ed in merito si dovrà esprimere il Parlamento Italiano e considerando che la Costituzione Italiana prevede il cambio di Regione in base al risultato dei referendum popolari come quello che si è svolto sull'Altopiano dei Sette Comuni. Tale iniziativa ha da subito comunque contribuito a una pressione politica per l'approvazione dell’art. 2, commi 117 e 117 bis, della legge 23 dicembre 2009 n.191, che ha istituito un Fondo dotato di notevoli finanziamenti per favorire uno sviluppo coeso tra i territori confinanti delle Provincie autonome di Trento e di Bolzano e delle Regioni Lombardia e Veneto.

## Economia

### Turismo
L'Altopiano è un importante comprensorio turistico sia estivo che invernale. Particolarmente praticato è lo sci nordico grazie ad un'estesissima rete di piste da sci (oltre 500 km) che ne fanno la patria nazionale di tale disciplina.
Asiago è la prima località turistica della provincia di Vicenza. L'afflusso turistico sull'Altopiano si attesta sulle ottocentomila visite l'anno.

### Produzioni alimentari

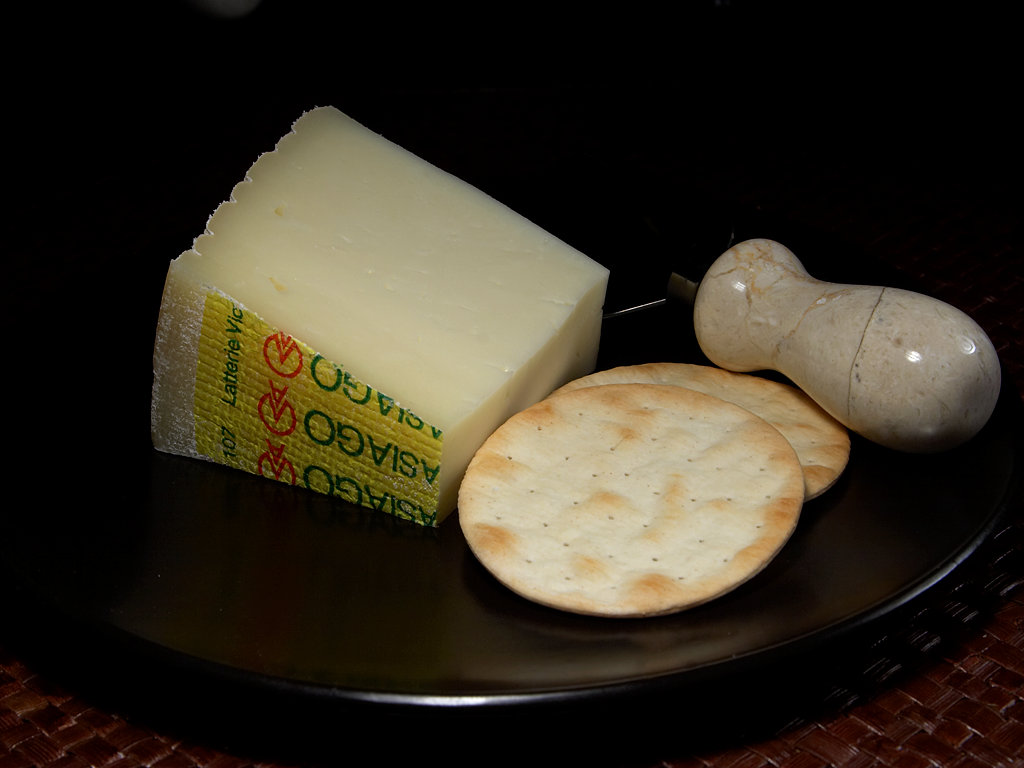
Il formaggio Asiago, prodotto a denominazione di origine protetta noto a livello mondiale.

I prodotti alimentari più importanti del comprensorio sono quelli caseari. Il formaggio Asiago è un prodotto D.O.P. noto a livello mondiale la cui produzione è tipica dell'altipiano e avviene in numerosi caseifici presenti, oltre che nelle caratteristiche malghe d'alpeggio. Nelle oltre 100 malghe presenti viene prodotto altresì il formaggio di malga tipico, un presidio di Slow Food riguarda una forma invecchiata.
Altri prodotti caseari tipici sono il burro di malga, la tosela e altri formaggi tipici, come il kummel (formaggio aromatizzato al carvi), il gallio (formaggio affumicato), caciotte e crema di asiago (formaggio fuso).
Altri prodotti tipici sono lo speck di Asiago, il sedano di Rubbio, la patata di Rotzo, la produzione di distillati (come il kranebet, l'amaro Asiago, l'Amaro Cimbro e il Kumetto), miele e confetture (Rigoni di Asiago).

### Agricoltura
Sull'altopiano sono presenti, nella sola Provincia di Vicenza, 151 malghe d'alpeggio e costituiscono, per estensione dei loro pascoli e per numero, il più importante sistema d'alpeggio dell'intero arco alpino. Diverse altre malghe si trovano sull'altopiano ma si collocano entro i confini trentini. Tipica della zona è la razza bovina Burlina, mentre la razza ovina autoctona dell'altopiano è la razza Foza, l'unica razza resistente alla scrapie, patologia che appartiene alle encefalopatie spongiformi trasmissibili come la BSE, più conosciuta come "morbo della mucca pazza".
Per l'ambiente di alta quota, le produzioni agricole sull'Altopiano si riducono a ben poca cosa, nella breve stagione in cui i terreni non sono ricoperti dalla neve. L'agricoltura è così caratterizzata quasi esclusivamente dall'alpeggio del bestiame bovino.
Più importante l'utilizzo del bosco: 32 000 ettari sono caratterizzati da aree boschive, prevalentemente foreste di abeti rossi. Una caratteristica che contraddistingue tale area è la permanenza degli usi civici, con sfruttamento collettivo delle risorse. Le segherie hanno conservato un carattere artigianale.

### Cave di pietra
Un'altra importante industria dell'Altopiano è quella relativa alle cave di pietra. Tra i principali tipi pietra estratti si ricordano il Bianco Asiago (o Bianco Perlino), il Rosa Asiago (o Rosa Perlino) e il Rosso Asiago. Le varietà merceologiche conosciute come Verdello e Chiarofonte sono invece varietà del Rosso Asiago nelle quali cambia la tonalità di colore, che passa da un rosso cupo ad un rosato nel caso del Chiarofonte, per arrivare, nel caso del Verdello, a una totale decolorazione.

## Infrastrutture e trasporti

### Acquedotto
Trattandosi di un territorio carsico, l'acquedotto che serve i paesi dell'Altopiano deve pescare l'acqua dal fondovalle. L'acqua viene raccolta dalle Grotte di Oliero, considerate tra le più importanti sorgenti valchiusane d'Europa e che costituiscono uno degli scarichi idrici dell'Altipiano stesso.
La centrale di pompaggio è costituita da pompe da 2500 hp (1,86 Megawatt) che portano l'acqua fino alla stazione di raccolta di Col d'Astiago in comune di Valbrenta, a 1 241 metri di altitudine. Coprendo un dislivello di circa millecento metri, la centrale di pompaggio di Oliero è la più potente d'Europa.
Venne costruita nel 1971 e completata nel 1975. Il progetto di costruzione del '71 seguiva il percorso di una precedente stazione di pompaggio realizzata durante la prima guerra mondiale per servire le truppe italiane schierate a difesa della pianura. In quel tempo erano ben sette i salti intermedi realizzati per far arrivare l'acqua sull'Altopiano.

### Viabilità
L'Altopiano dei Sette Comuni è collegato alla pianura vicentina tramite la strada statale del Costo (con Thiene), la provinciale della Fratellanza (con Bassano del Grappa) e la provinciale del Rameston (con Marostica); a Trento è collegato sempre con la statale 349 del Costo oppure scendendo dalla Valsugana e risalire da Enego; vi sono poi numerose altre strade minori che ne permettono il collegamento sia dalla Val d'Astico che dal Canale di Brenta.

#### Il Ponte Valgadena

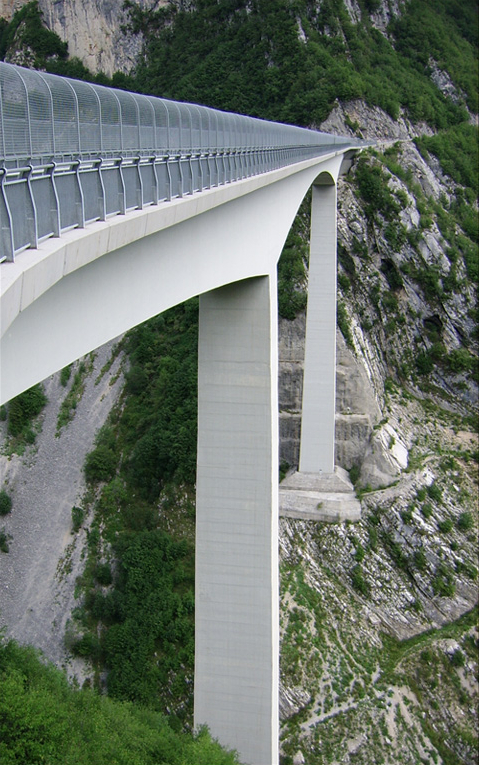
Il Ponte Valgadena, tra i più alti d'Italia.

Il ponte Valgàdena è uno dei viadotti più alti d'Italia ed attraversa l'omonima valle tra gli abitati di Foza ed Enego. È stato inaugurato nel 1990. Il ponte, di 1ª categoria, è sorretto da due piloni in cemento, misura 282 m in lunghezza e ha 175 m di luce nel suo punto massimo.
Data la sua imponente altezza viene praticato nel luogo il bungee jumping, permettendo di compiere così un salto con l'elastico di 165 metri, il più alto proponibile in Italia.
Prima della sua costruzione il traffico era costretto a percorrere l'intera valle, attraversando 3 strettissime gallerie percorrendo una strada costruita dal Genio militare durante la Grande Guerra e sempre sottoposta a rischio di frane e slavine.
Lo scopo della sua costruzione è stato dunque quello di mettere in sicurezza il traffico veicolare, consentendo inoltre il passaggio di veicoli pesanti sulla direttrice Asiago-Primolano.

#### Il ponte di Roana
Verso la fine dell'Ottocento si discusse sull'Altopiano della necessità di costruire un ponte che collegasse i paesi di Roana e Canove, divisi dalla profonda spaccatura della Val d'Assa (Asstaal in cimbro). Nel 1894 vennero approvati i lavori che iniziarono due anni più tardi, nel 1896, su progetto dell'ingegnere Aurelio Slaviero di Asiago. Il ponte, che costò all'epoca oltre mezzo milione di lire, venne aperto solo nel 1906. La lunghezza era di 135 m per un'altezza di 80 m ed era costruito interamente in pietra.
Durante la ritirata italiana del 22 maggio 1916, a seguito dell'offensiva di primavera, il ponte venne fatto saltare, nonostante i paesi non fossero completamente stati evacuati.

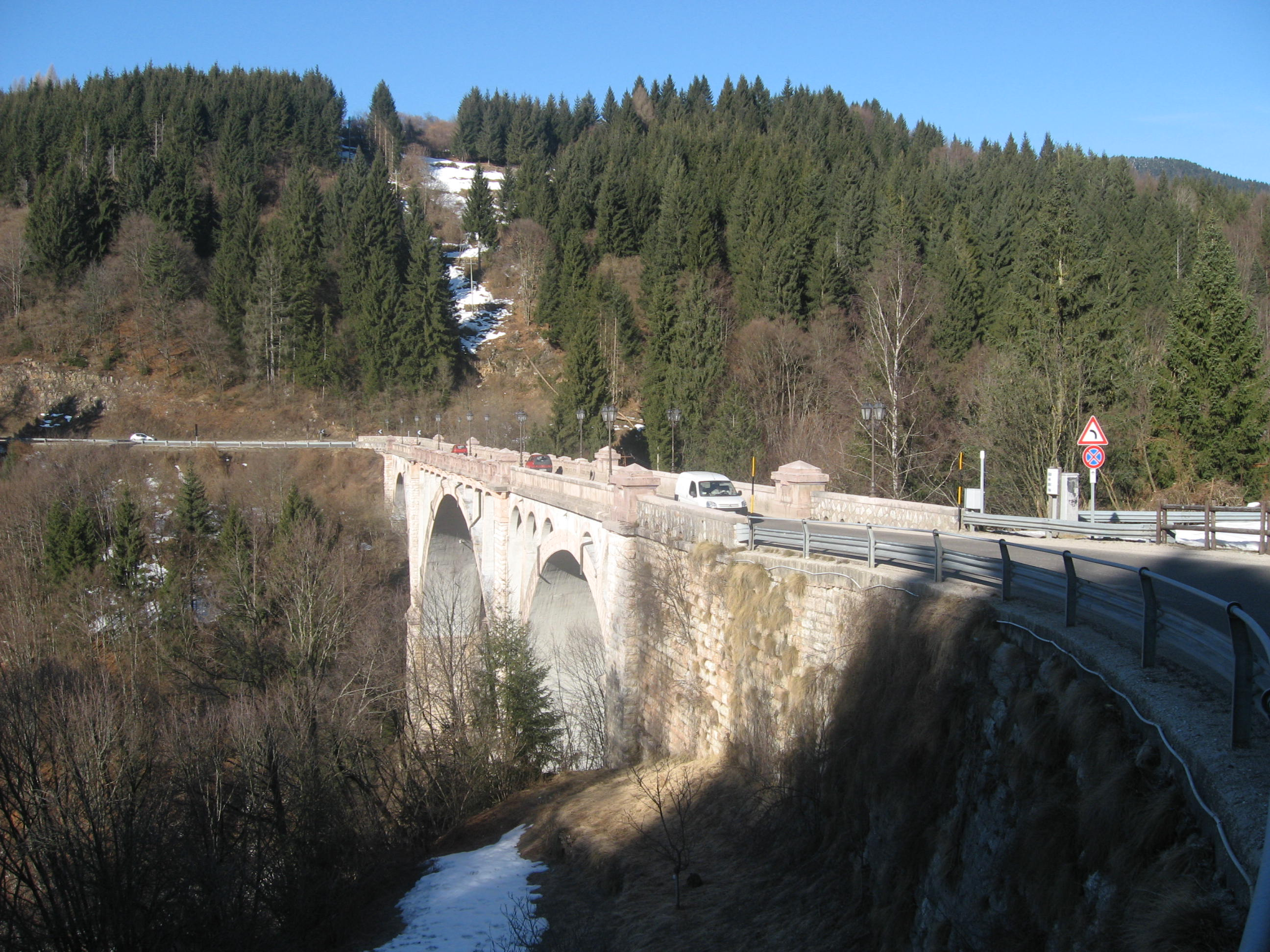
Il ponte di Roana sulla Val d'Assa.

Dopo la fine delle ostilità, nel 1919, il Comando Supremo italiano bandì un concorso per ricostruire il ponte. Il concorso venne vinto dalla ditta Bianchi-Steiner & C. di Milano che lo ricostruì in cemento armato a tre arcate, di cui la principale di 58 m di luce. L'inaugurazione avvenne il 24 settembre 1923 alla presenza dell'allora capo del Governo Benito Mussolini.
Il ponte è stato restaurato nel 1993.
Arturo Ferrarin passò più volte sotto l'arcata del ponte con il suo aereo.

#### Ex Ferrovia Rocchette-Asiago
- La ferrovia Rocchette – Asiago era una ferrovia a scartamento ridotto (per imposizione del governo Austro-Ungarico) in parte a cremagliera che collegava l'Altopiano con Schio e Thiene. È stata dismessa nel 1958 e in seguito smantellata.

La proposta di un collegamento ferroviario era partita nel lontano 1882, ma soltanto nel 1907 questo otteneva l'approvazione governativa. I lavori di costruzione iniziarono nel 1909 e terminarono già l'anno seguente. Il collaudo definitivo avvenne il 9 luglio 1912.
Nel secondo dopoguerra il traffico andò scemando, finché nel 1958 giunse il provvedimento di sospensione dell'esercizio. Il 26 febbraio 1977 una legge votata dal parlamento ne ha deciso il definitivo smantellamento.
Parte dell'ex percorso ferroviario è diventato un percorso ciclopedonale che collega Asiago con Treschè Conca di Roana.

### Aeroporto di Asiago

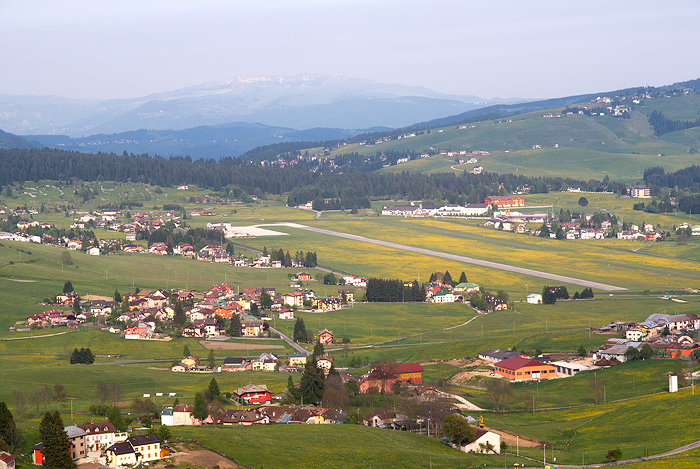
L'aeroporto Romeo Sartori.

L'Altopiano dei Sette Comuni è da sempre stato considerato un luogo ottimale per il volo a vela, tanto che proprio sopra i cieli dell'Altopiano si effettuarono i primi voli senza motore in Italia: nel 1924 venne battuto il 1º record nazionale di durata con aeroplano privo di motore.
- L'Aeroporto di Asiago sorge a circa un chilometro dal centro abitato di Asiago. Si tratta di un aeroporto civile aperto al traffico turistico e dotato di piste parallele sia a fondo asfaltato che erboso.

Le frequenze radio per contattare l'aeroporto sono le seguenti:
- 122,6 MHz

## Monumenti e luoghi d'interesse
Sull'Altopiano dei Sette Comuni non ci sono molti monumenti, palazzi o chiese storici in quanto, a causa delle distruzioni della prima guerra mondiale, quasi nessun tipo di edificio si è potuto salvare dalla distruzione dei pesanti bombardamenti che hanno interessato la zona per diversi anni. Inoltre, come ricorda lo scrittore di Asiago Rigoni Stern, storicamente non erano comunque presenti architetture signorili di alcun tipo: «nel territorio dei Sette Comuni non esistono castelli di nobili, non esistono ville di Signori, né cattedrali di Vescovi, per il semplice fatto che la terra è del popolo e i suoi frutti sono di tutti come ad uso antico», salvo alcuni edifici istituzionali costruiti dalla Federazione dei Sette Comuni, tra cui il Palazzo della Reggenza, andato anch'esso distrutto durante la guerra.

### Architetture religiose

#### Chiesa di Santa Margherita

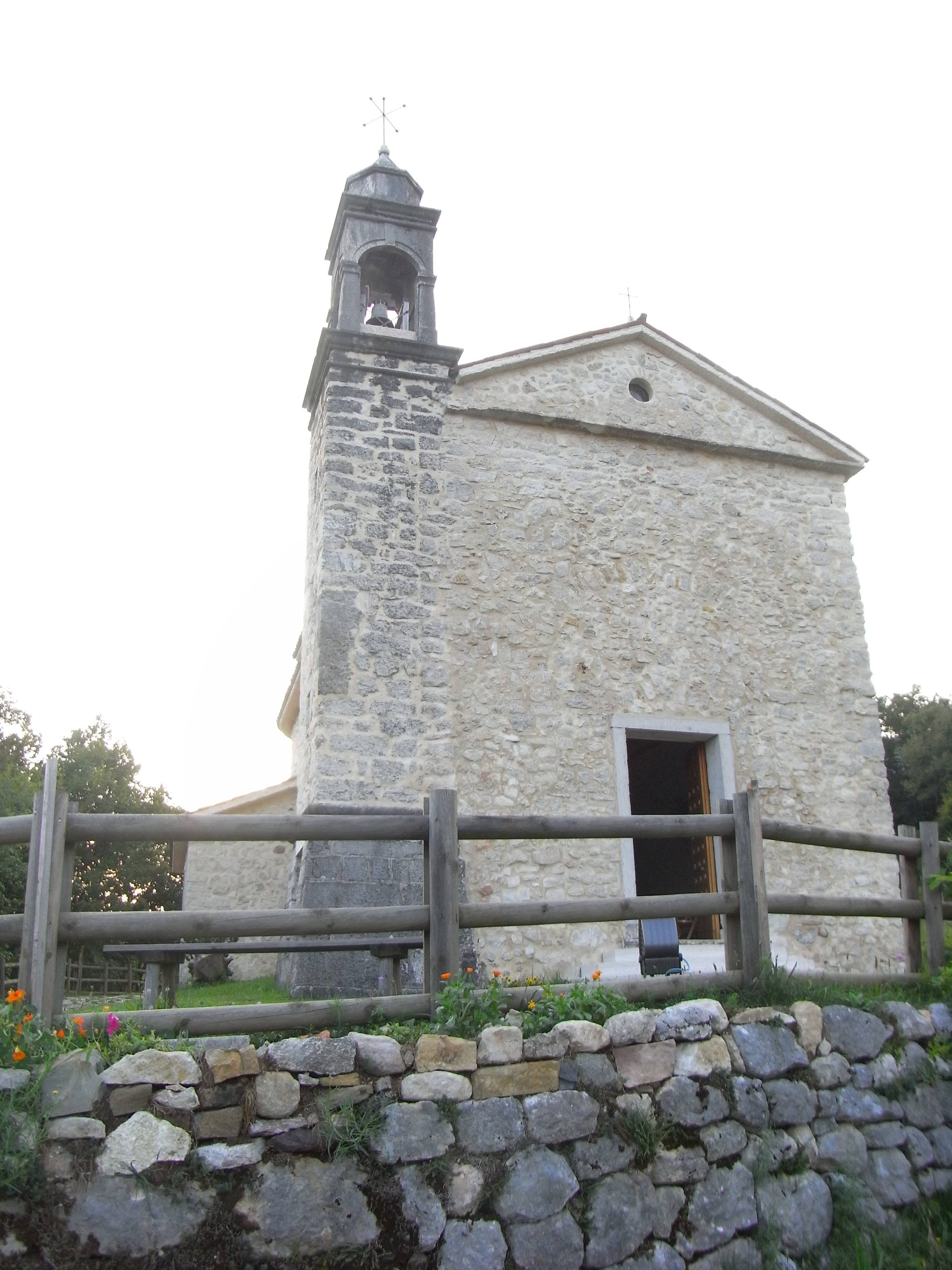
Chiesa di Santa Margherita

Tra i paesi di Rotzo e Castelletto sorge l'antica chiesetta di S. Margherita, il primo monumento segno del cristianesimo sull'Altopiano dei Sette Comuni.
Notizie sulla chiesa di S. Margherita si trovano in documenti ufficiali solo dal 1488, anno della visita pastorale del vescovo Pietro Barozzi. La tradizione la fa risalire però al X secolo, e per questo motivo viene considerata come la prima chiesa dell'Altopiano. La Chiesa è intitolata a Santa Margherita di Antiochia. Nel XX secolo ha subito alcuni danni causati dal primo conflitto mondiale e anche l'asportazione della campana, poi restituita. La chiesa di recente è stata restaurata.

#### Piazza Campana
Presso la frazione Piazza Campana di Lusiana Conco si trova invece la più antica campana di tutto il Veneto (risalente all'anno 1280) che ha dato il nome alla frazione.

#### Chiesa della Campanella

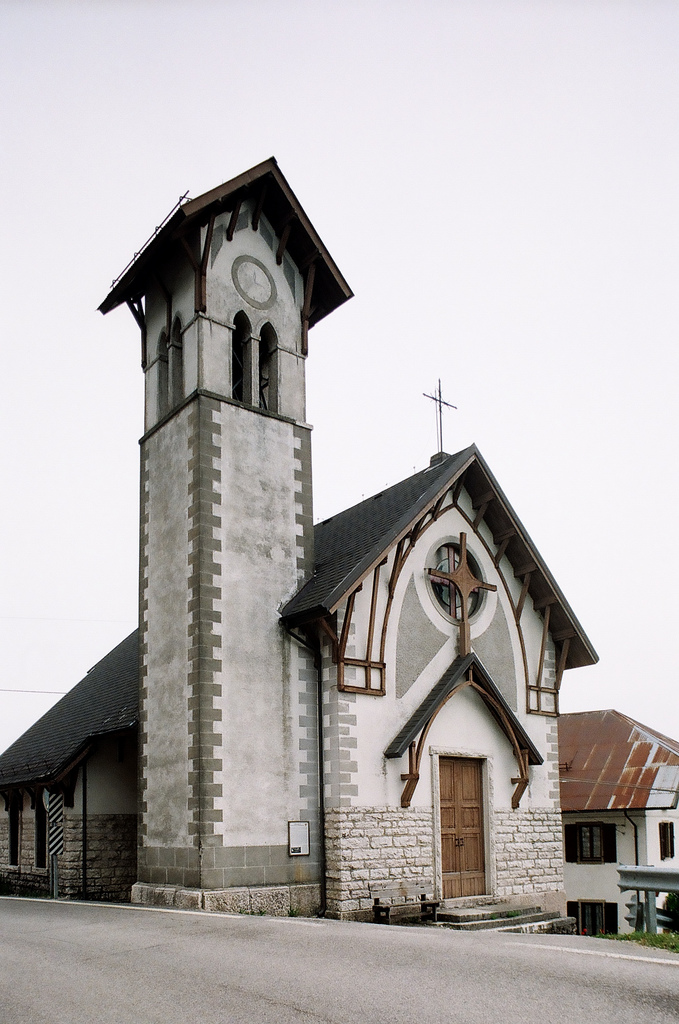
La chiesa della Campanella di Gallio

La chiesa della Campanella, dal caratteristico stile gotico, si trova presso l'omonima frazione, in Comune di Gallio. Una prima memoria di questa chiesa si trova, come per la chiesa di Santa Margherita, nella visita vescovile del 22 ottobre 1488. Non è noto invece l'anno cui fu eretta.
La chiesa venne rimodernata nella prima metà del XIX secolo ad opera dell'eremita Fra' Giovanni Battista Casera di Agordo, ma, come tutte le chiese che si trovavano nella conca centrale dell'Altopiano, anche questa venne rasa al suolo dai bombardamenti della prima guerra mondiale.
I lavori della sua ricostruzione vennero iniziati il 31 luglio 1922 e portati a termine l'anno successivo, quando fu benedetta e riconosciuta idonea alle funzioni religiose.

#### Chiesa di Stoccareddo
La chiesa di Stoccareddo è considerata tra le più suggestive chiese dell'Altopiano, per le sue originali linee architettoniche gotico-alpine. La sua fondazione risale alla seconda metà del Seicento, tuttavia anche questa chiesa venne ricostruita sulle rovine della precedente, andata completamente distrutta nella Grande Guerra. L'architetto progettista fu Vincenzo Bonato da Magrè di Schio. I lavori di ricostruzione ebbero inizio il 24 giugno 1922, giorno di San Giovanni Battista, e ultimati l'anno successivo, quando la chiesa venne benedetta e consacrata.
L'interno della chiesa è costituito da un'ampia navata, mentre il presbiterio e quattro cappelle poste ai lati sono corredati da numerosi affreschi e da ampie finestre colorate. Nell'abside invece si dipanano piccole icone di legno con le figure dei grandi santi della chiesa patavina (come già ricordato tutto l'Altopiano fa parte della Diocesi di Padova).

#### Chiesa di San Rocco
La chiesa di San Rocco si trova in centro ad Asiago, lungo il Corso IV Novembre. Essa risale al XVI secolo. Anche questa distrutta durante la guerra, venne successivamente ricostruita. Lo stile in questo caso è romanico, gli affreschi del soffitto e delle pareti sono opera di Adolfo Mattielli. È stata restaurata nel 2001 da Andrea Paganin.

#### Duomo di Asiago

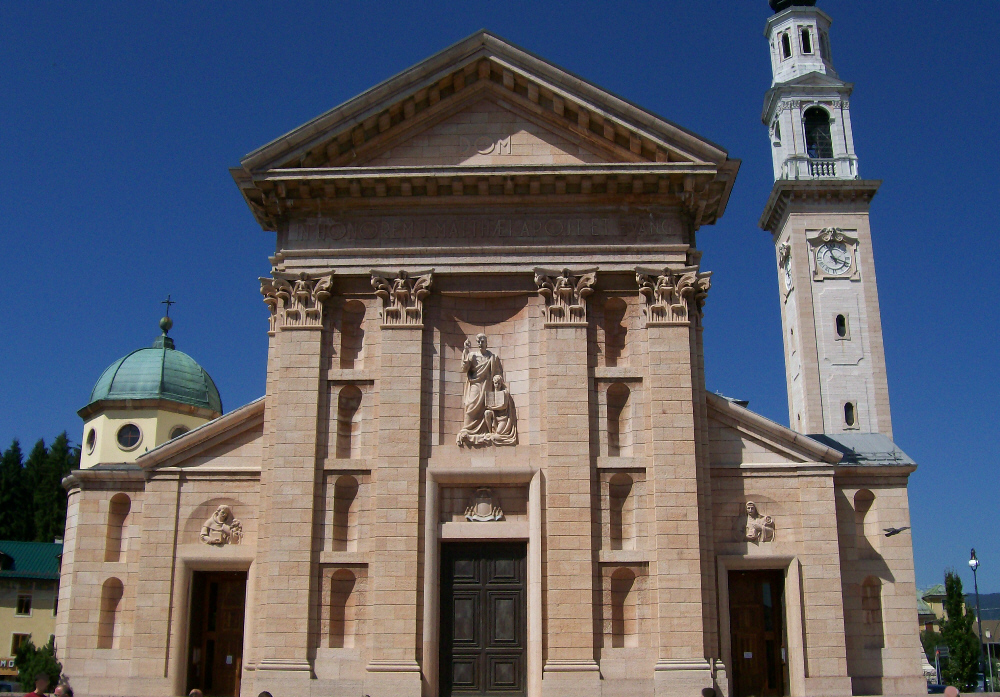
Il Duomo di San Matteo Apostolo ed Evangelista, in Asiago

Il Duomo di Asiago è dedicato al compatrono, con Giovanna Maria Bonomo, della città di Asiago: San Matteo Apostolo ed Evangelista. La chiesa risale al 1393, ma fu distrutta più volte. L'ultima distruzione del Duomo risale al 1916: la guerra distrusse l'opera dell'architetto Giovanni Luigi De Boni costruita fra il 1842 e il 1870 che venne consacrata dal vescovo di Padova Giuseppe Callegari il 12 settembre 1888.
Fu ricostruito nell'immediato dopoguerra, aperto al culto nel 1922 e inaugurato nel 1926.
Il Duomo è in stile neoclassico a colonnato corinzio, ha struttura a crociera con tre navate e una cupola centrale. La facciata e la scalinata, opera dell'architetto Vincenzo Bonato, sono realizzate in marmo rosso di Asiago, tagliato e lavorato con lesene, capitelli, cornicione e timpano superiore. La statua centrale che rappresenta il patrono San Matteo ed un ragazzo in ginocchio, è opera dell'asiaghese Pallante Pesavento; sopra le due porte laterali figurano le statue della Beata Giovanna Maria Bonomo e di Sant'Antonio da Padova.
Sul lato nord, il campanile monumentale con finestroni, è realizzato tutto in pietra da taglio lavorata con torre campanaria. Sul lato sud nel marzo 2003 è stata ricollocata l'antica meridiana.
All'interno il 16 agosto 1650 è stato portato il corpo del martire S. Modesto. L'interno è inoltre corredato da numerose opere dei Da Ponte, pittori originari proprio dell'Altopiano.

#### Chiesetta di San Lorenzo

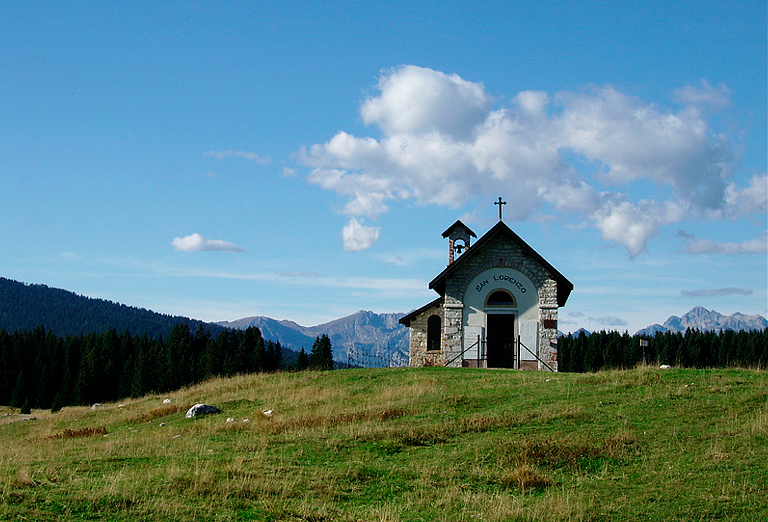
Chiesetta di San Lorenzo in Marcesina

Nella parte nord della Piana di Marcésina si trova una piccola chiesetta dedicata a San Lorenzo. La chiesetta è dedicata al Santo che secondo un'antica leggenda scese sulla Piana per difendere i pastori locali dagli usurpatori della Valsugana: tutta la Piana è infatti disseminata di pietre (in realtà di origine morenica, la cui asportazione è peraltro vietata da un Decreto del Ministero per i Beni Culturali ed Ambientali) ma che secondo la leggenda sarebbero le stelle cadenti scagliate dal Santo per spaventare i valsuganotti. Pure questa chiesetta venne ricostruita, nel 1925, dopo che i bombardamenti della guerra la distrussero quasi completamente (rimase intatto solo il campanile).

#### Cappella commemorativa dell'Imperatrice Zita

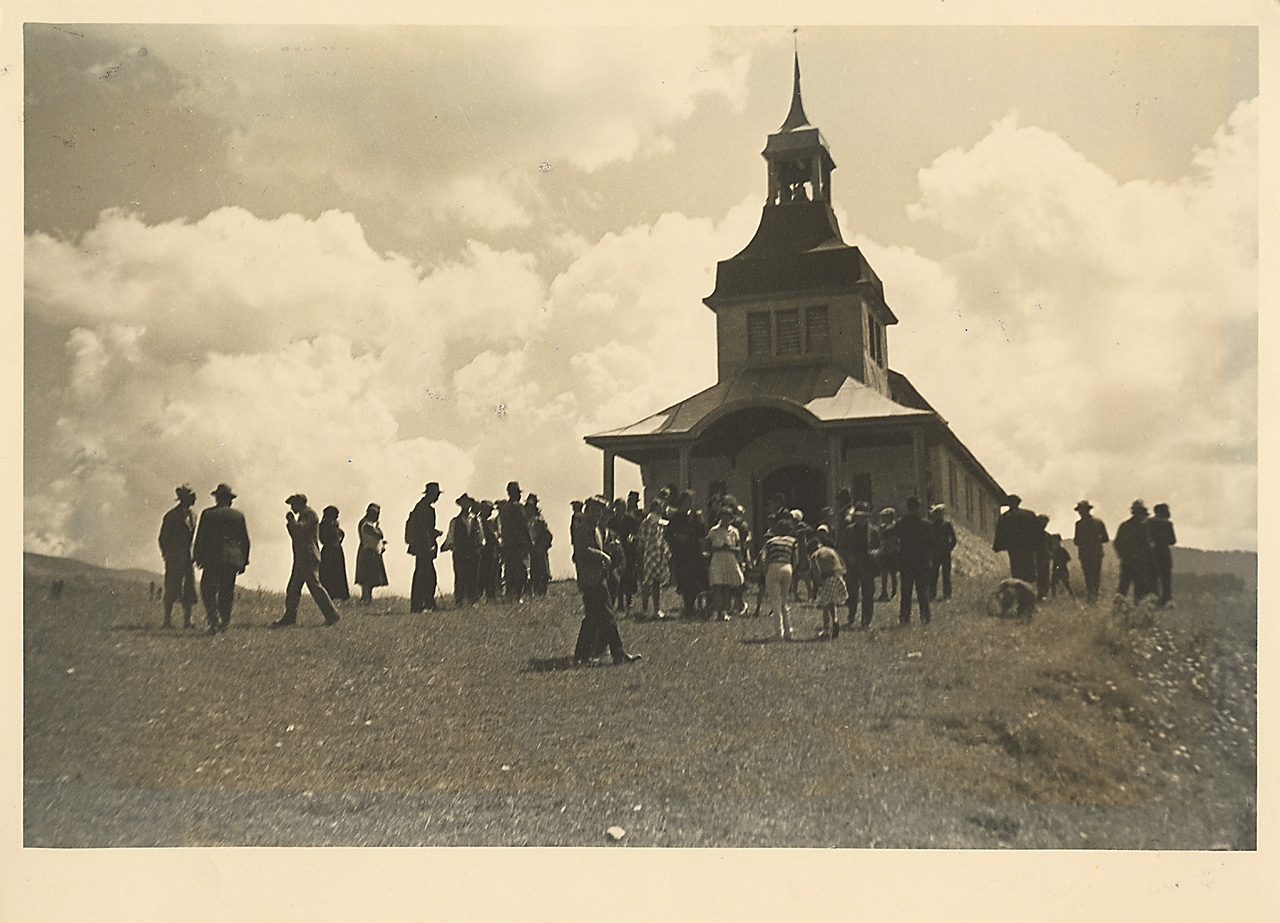
Fotografia d'epoca della chiesetta eretta in onore dell'Imperatrice Zita

Nel 2008 gli Alpini hanno ricostruito nella piana di Vezzena la chiesetta dedicata a Santa Zita, costruita dagli austriaci nel 1917 durante la guerra (poi demolita sul finire degli anni quaranta) ed eretta a sua volta sui resti di una precedente cappella alpina del 1660 dedicata a San Giovanni. Antistante la chiesetta (inaugurata il 15 agosto 1917 alla presenza dell'imperatore Carlo d'Asburgo) si trovava un tempo uno dei 41 Cimiteri di guerra dell'Altopiano dei Sette Comuni.
La chiesa venne dedicata all'imperatrice dell'Impero austro-ungarico, come recita la targa apposta sulla chiesetta: "Cappella commemorativa dell'Imperatrice Zita, sulla strada militare in Val d'Assa (Vezzena) simbolo della resurrezione a nuovo splendore, a ricordo della vittoriosa offensiva di maggio".
L'inaugurazione della nuova chiesa è avvenuta il 17 agosto 2008. Il progetto è stato redatto dall'ing. Coradello Pierluigi, riprendendo l'originale del progettista ing. Adalbert Erlebach, tenente boemo, ritrovato negli archivi austriaci. Era presente alla cerimonia d'inaugurazione anche l'arciduchessa Caterina d'Asburgo, nipote dell'Imperatore Carlo I e dell'Imperatrice Zita di Borbone-Parma, cui venne dedicata la chiesa.

#### Il santuario del Buso
In località "Buso" di Gallio, sulla strada che dalla Campanella porta a Stoccareddo, sul fondo di una stretta gola, la Val Frenzela, sorge il santuario del Buso. Un tempo la valle dove sorge il santuario era la principale via di comunicazione tra i paesi della conca centrale dell'Altopiano con i centri della Val Brenta, in particolare Valstagna.
Venne eretto nel 1829 per volere di Fra' Battista Casera di Agordo (lo stesso che rimodernerà la chiesa della Campanella), eremita del romitorio di San Francesco di Foza, dopo che qui trovò rifugio dalle intemperie mentre tornava da un pellegrinaggio a Caravaggio (Bg), il quale in seguito trascorrerà qui il resto della sua vita in eremitaggio. Anche questo santuario verrà distrutto durante la guerra del 1915-18 ma verrà anch'esso in seguito ricostruito.

#### Chiesa dell'Emigrante
A Velo di Lusiana sorge la caratteristica chiesa dell'emigrante, dedicata alle migliaia di persone che nello scorso secolo dovettero lasciare il paese natio. L'architettura è assai particolare.

#### Chiesa di Santa Caterina
Merita menzione anche la piccola chiesa di Santa Caterina che si trova tra gli abitati di Conco e Lusiana in quanto, al suo interno, conserva la reliquia della Sacra Spina, oggetto di grande culto per la popolazione del luogo. Nella chiesa è presente anche una pala di Jacopo da Ponte.

#### Chiesa di San Francesco
Sulla sommità del promontorio sul quale si sviluppa il Comune di Foza, nel punto più alto (1129 m s.l.m.), sorge la chiesa dedicata a San Francesco d'Assisi. La prima chiesa venne eretta nel 1641 un po' più avanti rispetto alla posizione attuale, dove ora si eleva una croce di larice che domina la Valle del Brenta, e dove nel 1645 venne costruito un eremo, abitato per la prima volta da fra' Bastian Galasin, del Terzo Ordine Francescano, e dopo lui da altri eremiti per quasi trecento anni. È il più antico eremo dell'Altopiano, l'unico per secoli, se si eccettua quello sorto molto più tardi, a metà dell'Ottocento nella valle dei Ronchi a Gallio, sempre per iniziativa di un eremita di San Francesco di Foza, fra Battista, che nelle grotte di quella valle trovò rifugio dalle intemperie mentre tornava da un pellegrinaggio al Santuario di Caravaggio (Bg).
Dopo la devastazione della Prima Guerra mondiale, il nuovo parroco don Antonio Costa la volle riedificata dove è sita ora, e dove un tempo stava un'antica Croce, detta Croce di San Francesco. La nuova chiesetta venne progettata dall'architetto ferrarese Annibale Zucchini ed inaugurata il 15 agosto 1926. L'altarino in marmo è opera della ditta Donazzan di Pove del Grappa; la campana maggiore, dedicata a san Francesco (nota 'Mi', 180 kg) è opera della fonderia Colbacchini di Bassano del Grappa.
Qui si porta ogni cinque anni la processione che parte dalla chiesa parrocchiale con la statua lignea della Madonna, per un voto fatto nel 1836 dalla popolazione alla Assunta, protettrice del paese, in occasione di una terribile epidemia di colera che infieriva nel Veneto.

#### Monumento Beata Giovanna
In centro ad Asiago, davanti alla casa dove nacque, nel 1908 venne eretta una statua in onore della Beata Giovanna Maria Bonomo. Il monumento, tuttora presente, si trova lungo il corso principale del paese, e durante la Grande Guerra scappò miracolosamente alla distruzione (tutta Asiago venne difatti completamente rasa al suolo a seguito dei violentissimi bombardamenti che dovette subire).

### Architetture civili

#### Calà del Sasso
(Paolo Rumiz)

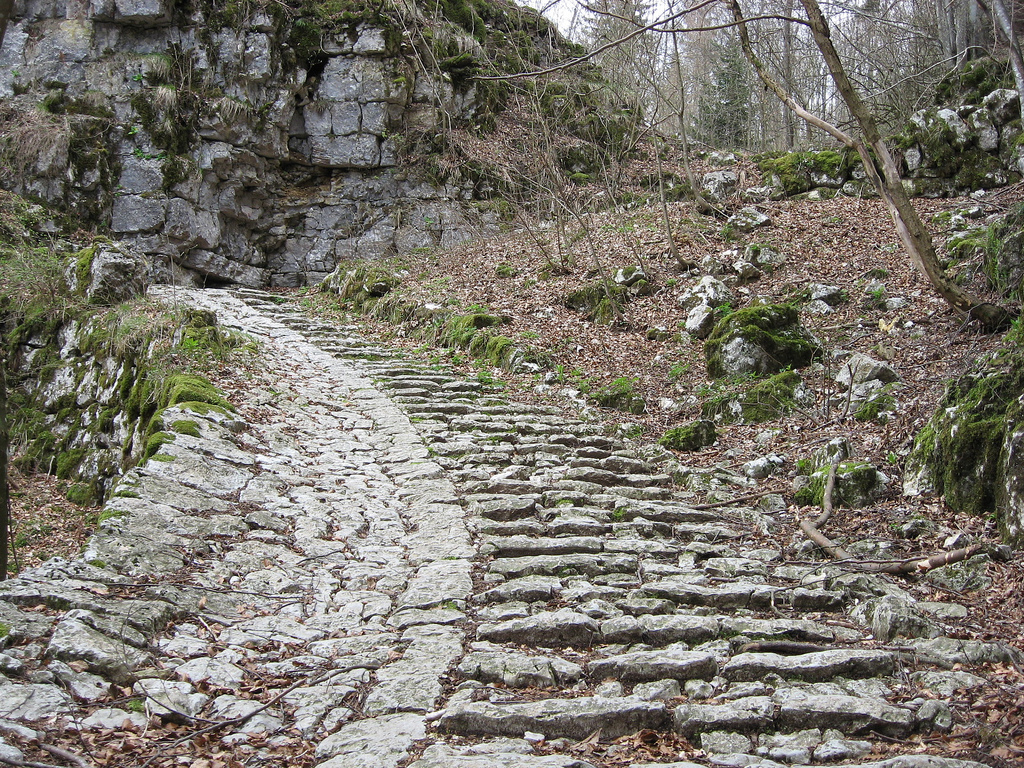
Calà del Sasso

La Calà del Sasso è una scalinata formata da 4 444 gradini che collega l'abitato di Valstagna, in Comune di Valbrenta, alla frazione Sasso di Asiago, ed è la scalinata più lunga del mondo.
Con i suoi 4444 gradini copre un dislivello di 810 metri. Tutto il percorso è affiancato da una grossa cunetta, realizzata, come i gradini stessi, in pietra di calcare: questa cunetta veniva un tempo utilizzata per trasportare a valle il legname dell'Altopiano. Giunti a Valstagna infatti, la Calà termina nei pressi del fiume Brenta, in cui i tronchi erano fluitati fino a Venezia.
La Calà del Sasso deve il suo nome Calà (calata, discesa) al fatto che veniva sfruttata per scendere dall'Altipiano al Canale del Brenta. Realizzata nel XIV secolo sotto il dominio di Gian Galeazzo Visconti, venne ampiamente sfruttata dai Veneziani dal XV al XVIII secolo per rifornire di legname l'Arsenale per la costruzione di navi.
Perse la sua importanza come principale via di collegamento fra pianura e Altipiano negli anni fra il XIX e il XX secolo, quando venne realizzata la rotabile del Costo (1850) e la vicina ferrovia Rocchette-Asiago (1909).
Dopo un periodo di degrado e abbandono, negli ultimi decenni ha subito processi di rivalorizzazione, soprattutto dal punto di vista turistico.

### Architetture militari

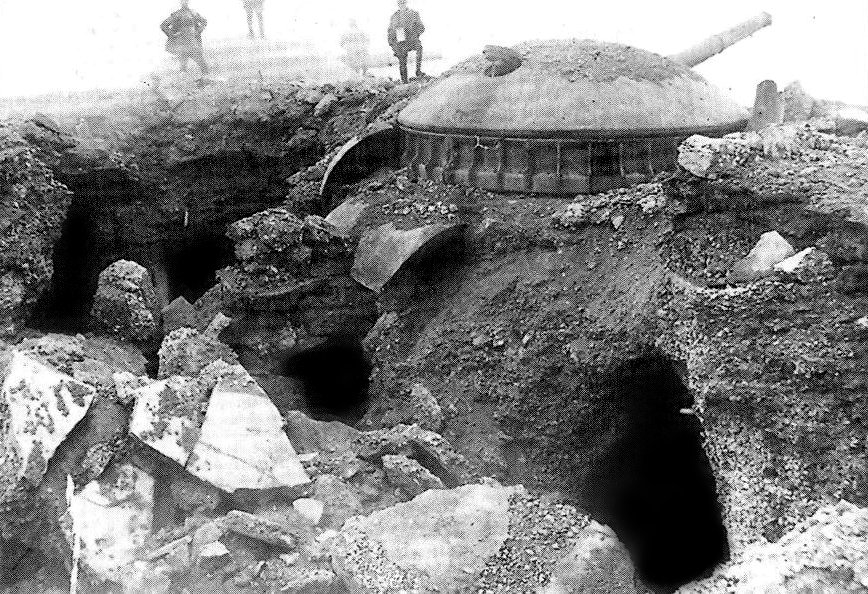
Il Forte Verena distrutto, in una foto d'epoca

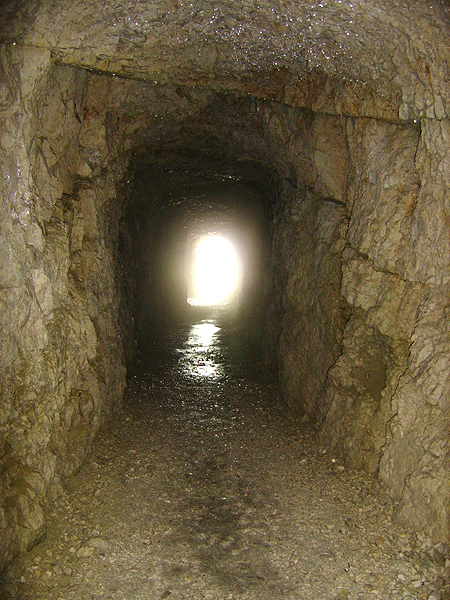
Una parte dell'imponente osservatorio su più piani costruito dalla 19ª compagnia del 5º reggimento Minatori sulla Cima della Caldiera

Le strutture militari che si trovano sull'Altopiano di Asiago sono opere nate o sul finire del XIX secolo o all'inizio di quello successivo, cioè allo scoppio del primo conflitto mondiale e costruite dagli eserciti italiano ed austro-ungarico, dato che in quel periodo parte del territorio dei Sette Comuni si trovava lungo il confine di Stato.
Vi si trovano una serie di opere a carattere difensivo, batterie e fortezze, andate tutte pressoché distrutte a causa dei bombardamenti; molte di esse sono state comunque sottoposte ad un piano di riqualificazione e restauro in vista del centenario dello scoppio della Grande Guerra, utilizzando le risorse previste dalla Legge 7 marzo 2001, n.78, che fu promossa da una proposta di Legge partita proprio dalla Comunità Montana "Spettabile Reggenza Sette Comuni".
Tra le opere presenti vi sono:
- Batterie Canove di sotto
- Batterie del Monte Rasta
- Forte Campolongo
- Forte Coldarco
- Forte Corbin
- Forte Interrotto
- Forte Lisser
- Forte Campo Luserna
- Forte Verena
- Forte Verle
- Forte Vezzena
- Tagliata Val d'Assa

Inoltre ad Asiago sorge un grande monumento-ossario, il Sacrario del Leiten, che raccoglie le spoglie dei caduti che vennero sepolti inizialmente nei 41 Cimiteri di guerra dell'Altopiano dei Sette Comuni.
Non vanno tuttavia dimenticate tutte quelle opere costituite da trincee, gallerie, camminamenti, osservatori, postazioni in caverna, tunnel sotterranei, costruite dai due eserciti e in buona parte visitabili, che trasformarono le montagne dell'Altopiano in vere e proprie fortezze.
Importanti anche le arterie viarie, strade militari costruite in brevissimo tempo per permettere ai soldati e ai veicoli di giungere agevolmente nei pressi del fronte. Molte di queste strade costituiscono la viabilità dell'Altopiano (ne è un esempio la Strada della Fratellanza), altre, dislocate in zone più impervie, sono diventate importanti percorsi storico-culturali oltre che eccellenti itinerari per chi pratica la mountain bike d'estate, o lo sci nordico d'inverno.
Tra le strade militari, perfettamente conservate, vi sono ad esempio le arterie che costituivano la viabilità principale austro-ungarica nel settore nordoccidentale:
- Erzherzog Eugen Straße
- Kaiser Karl Straße
- Zoviellostraße
- Mecenseffystraße
- Conradstraße
- Kronprinz Otto Straße

Numerose sono anche le strade costruite dall'esercito italiano. Ma sono numerosissime anche le bretelle e le stradine secondarie di raccordo con la viabilità principale, sia austriaca che italiana, oltre che mulattiere, spesso veri e propri capolavori di ingegneria militare e di arditezza (come la mulattiera di arroccamento al Monte Cengio).

### Siti archeologici
In Val d'Assa, nelle località "Tunkelbald" e "Romita" sono presenti migliaia di incisioni rupestri, venute alla luce solo nel 1966 a seguito della piena del torrente Assa che liberò il suo greto dagli spessi depositi alluvionali. Nella zona sono presenti anche alcune grotte nelle quali sono stati rinvenuti fossili di animali preistorici e reperti databili a 3 500 anni fa.
Sulla Piana di Marcesina si trova invece il Riparo Dalmeri, sito archeologico preistorico oggetto da circa 20 anni di scavi da parte del Museo tridentino di scienze naturali. Il sito, per la ricchezza e la buona conservazione dei ritrovamenti, ha consentito di comprendere le abitudini, le attività e le modalità di sfruttamento del territorio montano da parte di uomini preistorici che vivevano nella zona circa 13 000 anni fa.
A Marcesina è visitabile (solo con una guida autorizzata dal Museo Tridentino di Scienze Naturali) anche la "Grotta di Ernesto" ove sono presenti diversi reperti preistorici risalenti a 9 000 anni fa, in particolar modo legati alla macellazione e conservazione degli animali, soprattutto stambecchi, orsi e cervi, delle cui ossa è piena la grotta.
A Lusiana Conco, sul Monte Corgnon sono stati trovati numerosi reperti, conservati in vari musei archeologici, che testimoniano la presenza di un importante sito di altura, forse un castelliere o un luogo di culto. Sul sito è stato ricostruito un "villaggio preistorico" dell'età del bronzo.
Un altro sito archeologico è l'archeopercorso del Bostel di Rotzo, località dove sono state trovate strutture murarie e forni, testimonianza di attività fusorie del rame, bronzo e ferro. Nel sito è stata ricostruita anche una capanna in legno e all'interno sono state disposte alcune suppellettili in uso in epoca preistorica. A Castelletto di Rotzo è stato creato il Museo archeologico dell'Altopiano dei Sette Comuni.
Esistono infine altri siti epigravettiani come quelli di Val Lastaro (Lusiana Conco) e di Cima XII.

### Osservatori astronomici
L'Università di Padova ha sull'Altopiano dei Sette Comuni due osservatori astronomici che costituiscono il principale centro italiano di astronomia ottica.
- L'osservatorio astrofisico di Asiago è la sede dedicata alla ricerca astronomica. Venne fondato dall'Università di Padova nel 1942 e sorge su un colle a 1 040 metri di altezza, circondato da una folta abetaia. Quando fu inaugurato aveva il più grande telescopio d'Europa, un telescopio riflettore con uno specchio da 122 cm di diametro dedicato a Galileo. La sede ospita anche la cupola del telescopio Schmidt costruito nel 1967, e spostato nel 1992 su Cima Ekar.
- La stazione osservativa di Cima Ekar, a un'altitudine di 1366 m, a 12 km dalla sede storica dell'Osservatorio, ospita ora tutta la strumentazione principale dell'osservatorio Astronomico di Padova. Venne fondata nel 1973 con l'inaugurazione del maggiore strumento ottico su suolo italiano, il telescopio riflettore da 182 cm di diametro Niccolò Copernico. Ospita anche due telescopi Schmidt: uno da 40/50 cm e un altro da 64/97 cm, quest'ultimo il più grande nel suo genere in Italia.

## Sport

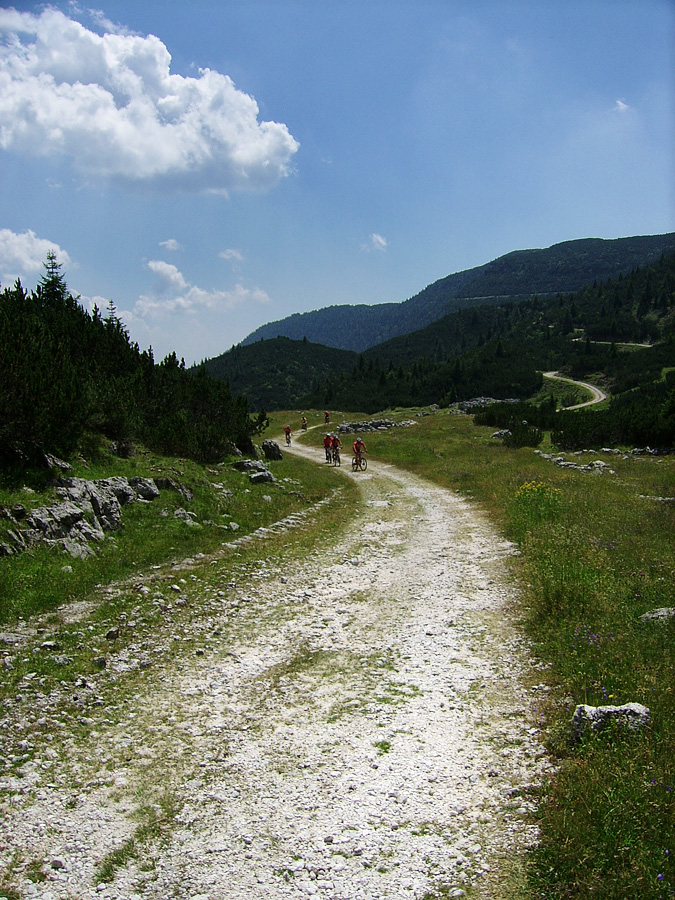
MTB lungo la Kaiser Karl Straße, sullo sfondo si intravede un tratto della Erzherzog Eugen Straße, strade che permettono di raggiungere la zona del Monte Ortigara in partendo da Malga Larici.

Sull'altopiano sono praticati in particolar modo gli sport invernali: l'hockey e il pattinaggio su ghiaccio grazie agli impianti di Asiago e di Roana; il salto con gli sci possibile con i due trampolini di Gallio; lo sci alpino con 40 impianti tra cui le stazioni del Monte Verena, delle Melette e di altre località e soprattutto lo sci nordico (7 centri fondo), grazie alla presenza di una fittissima rete stradale (di oltre 500 km), derivante soprattutto da opere militari, che d'inverno si trasforma in piste da sci, mentre d'estate offre la possibilità di percorrere moltissimi km di sterrato agli appassionati della mountain bike. 

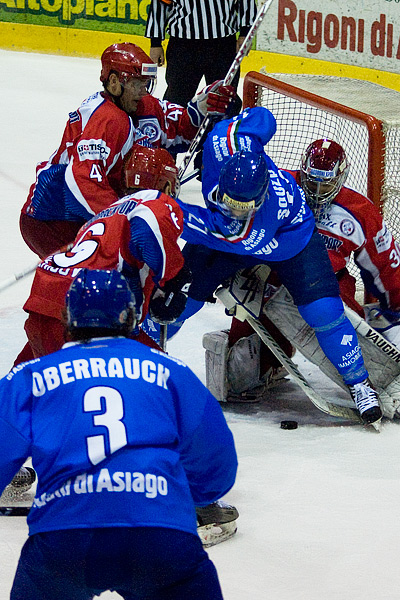
Amichevole di hockey tra Italia e Russia giocata all'Hodegart di Asiago il 23 aprile 2010

Gli impianti sciistici delle Melette d'estate si trasformano invece in un bike park con un'apposita pista studiata per i praticanti del downhill. Presso l'impianto di Busa Fonda di Gallio esiste anche una pista del Centro Sportivo Forestale che ospita gare di pattinaggio di velocità su ghiaccio, ice speedway, rally su ghiaccio e tiro a segno. La pista Olimpica di Busa Fonda è l'unica pista naturale presente in Italia e, con il contributo dell'allenatore/tecnico Alessandro De Taddei, è stata la culla del campione Olimpico Enrico Fabris, vincitore di 3 medaglie (2 ori e 1 bronzo) alle Olimpiadi Invernali di Torino 2006.
In questo territorio si possono poi praticare numerosi sport estremi come il volo a vela (grazie alla presenza dell'aeroporto di Asiago) il parapendio e il deltaplano con le zone di decollo situate nel Comune di Conco. È possibile praticare anche canyoning e rafting nel vicino fiume Brenta ed inoltre il bungee jumping coi salti dai ponti di Roana e della Val Gadena. Ad Asiago esiste inoltre un campo da golf da 18 buche (che arriverà ad avere a breve 27 buche a seguito dell'ampliamento del campo progettato dell'architetto statunitense Robert Trent Jones). Molto praticato è anche il nordic walking.
In località Val Chiama, nei pressi della frazione Sasso di Asiago, sta per partire la realizzazione di una pista da motocross che d'inverno potrebbe essere utilizzata per le motoslitte.
Le località dell'Altopiano sono spesso sede di ritiro per le squadre di calcio e per le nazionali degli sport invernali. Nel 1966 Asiago è stata sede del ritiro pre-mondiale della Nazionale italiana di calcio.
L'Altopiano è inoltre teatro di alcune competizioni motoristiche, sulle strade altopianesi si svolgono infatti la quasi totalità delle prove speciali del rally città di Bassano e del rally città di Schio.
Oltre ad essere teatro di varie competizioni di mountain bike, Asiago è stata più volte arrivo di tappa del Giro d'Italia: la prima nel 1930, l'ultima nel 2017:
Tappe del Giro d'Italia con arrivo ad Asiago
| Anno | Tappa | Partenza  | km  | Vincitore di tappa | Maglia rosa     |
| ---- | ----- | --------- | --- | ------------------ | --------------- |
| 1930 | 13ª   | Rovigo    | 150 | Antonio Pesenti    | Luigi Marchisio |
| 1972 | 18ª   | Solda     | 223 | Roger De Vlaeminck | Eddy Merckx     |
| 1993 | 12ª   | Dozza     | 239 | Dmitrij Konyšev    | Bruno Leali     |
| 1998 | 16ª   | Udine     | 227 | Fabiano Fontanelli | Alex Zülle      |
| 2017 | 20ª   | Pordenone | 190 | Thibaut Pinot      | Nairo Quintana  |